# Spielkarte

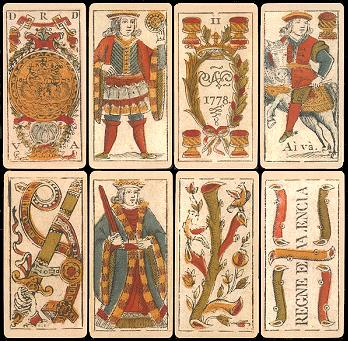
Spanische Spielkarten von 1778

Traditionelle, europäische Spielkarten sind meist rechteckige, handliche Stücke aus Karton oder steifem Papier, seltener auch Plastik, die auf der Vorderseite (Avers) die Parameter Wert und Symbol (meistens eine Farbe) zeigen. Auf der Rückseite (Revers) sind sie blanko oder weisen ein einheitliches Motiv auf, sodass der Wert der umgedrehten Karte nicht erkennbar ist.
- Die Kartenwerte sind sowohl Zahlen als auch Figuren wie z. B. der König; meist sind es insgesamt 13 Werte in hierarchischer Ordnung.
- Die Symbole sind üblicherweise vier Farbzeichen, deren Namen und Gestaltung sich je nach Kulturraum unterscheiden.

Ein voller Kartensatz besteht daher aus 4 × 13 = 52 Karten; viele Kartenspiele verwenden aber nur einen Teil, z. B. 4 × 8 = 32 Karten beim Skat.
Durch das Mischen eines Kartensatzes kommt der Zufall ins Spiel, durch die neutrale Rückseite der Karten bleiben Informationen verdeckt, wodurch Spiele mit imperfekter Information möglich werden. Bei ihrer Einführung in Europa waren Spielkarten das erste und einzige Spielmittel mit diesen Eigenschaften.
Moderne Spielkarten weisen meist ihr Farbzeichen und ihren Wert in zwei gegenüberliegenden oder auch in allen vier Ecken auf, sodass die Karte auch identifiziert werden kann, wenn der Großteil der Karte verdeckt ist. Die restliche Kartenfläche kann schlicht sein, bietet aber auch Raum zur künstlerischen Gestaltung. Das Motiv der Vorderseite ist häufig punktsymmetrisch, damit die Karten auch „auf dem Kopf stehend“ lesbar sind. Gängige Kartengrößen sind heutzutage in der westlichen Welt etwa 6 × 9 cm bei einem Standard-Kartenset oder 4,4 × 6,7 cm bei einem Patience-Spiel.

## Geschichte

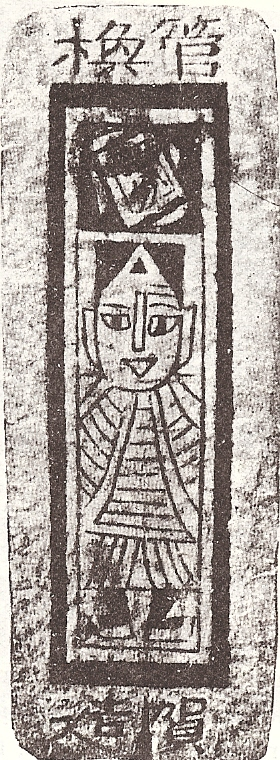
Chinesische Spielkarte (um 1400)

Ihren Ursprung haben die Spielkarten in Ostasien, wo die Herstellung von Kartonplättchen früher als in Europa einsetzte. Bedruckte Papierblätter wurden in China bereits vor Christi Geburt hergestellt und dienten anfangs vor allem mystischen Zwecken. Die frühesten Spielkarten sind in Korea und China des zwölften Jahrhunderts nachweisbar. Dabei ist nicht bekannt, welche Spiele mit diesen Karten gespielt wurden. Aufgrund früher Abbildungen ist nachweisbar, dass die Karten ursprünglich gefaltet und nicht gefächert gehalten wurden, wodurch man annimmt, dass anfangs nur Glücksspiele und keine Kombinationsspiele gespielt wurden. Von China aus gelangten Spielkarten nach Indien und Persien sowie in die arabischen Länder und kamen so schließlich auch nach Europa, wo sie anfänglich in Italien und Frankreich bekannt wurden. In Italien sind sie ab dem letzten Drittel des 14. Jahrhunderts bezeugt. In Indien spielte man mit runden Karten, in China mit mehr länglichen, schmalen Streifen.

### Geschichte bis zum 19. Jahrhundert

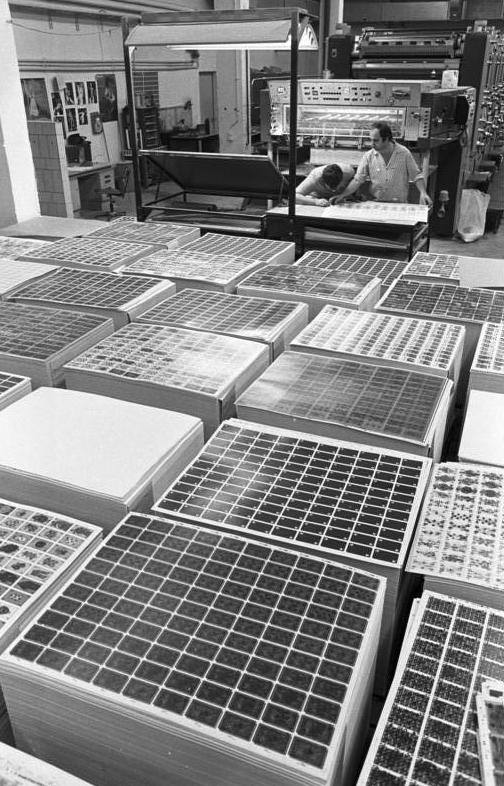
Spielkartenherstellung in der Altenburger Spielkartenfabrik

Wie das Kartenspiel genau nach Europa kam, ist nicht gesichert bekannt. Es gibt die Vermutung, dass es aus dem Orient von den Arabern, Ägyptern oder über fahrendes Volk importiert wurde, aber auch die Möglichkeit, dass eine eigenständige Entwicklung im Abendland aufgrund von Beobachtungen dieses Zeitvertreibs im Orient erfolgte. Francesco Petrarca (1304–1374), Giovanni Boccaccio (1313–1375) und Geoffrey Chaucer (1342/43–1400) berichten in ihren Werken zwar über verschiedene Spiele, erwähnen aber Kartenspiele nicht, vermutlich, weil sie sie noch nicht kannten. Nachweisen lassen sich Spielkarten in Europa erst seit dem letzten Drittel des 14. Jahrhunderts; in den folgenden Jahrzehnten breiten sie sich den Quellen zufolge rasch von Süden nach Norden aus.

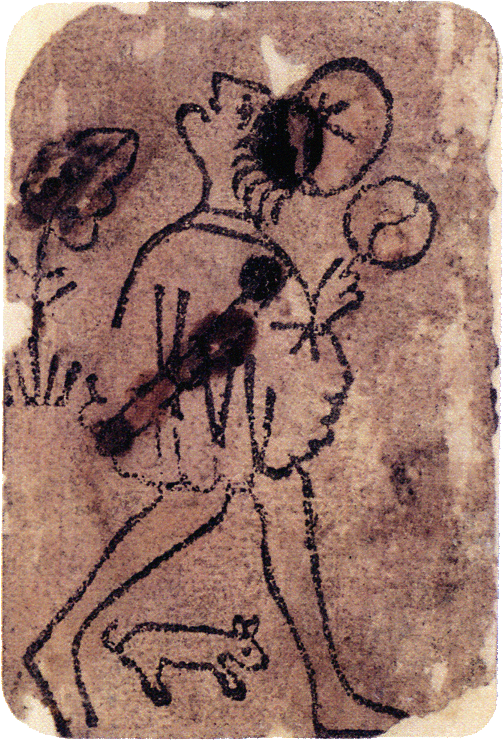
Bube der Münzen aus dem alten maurischen Kartendeck Italia 2 (wohl 15. Jh.)

Als früheste Erwähnung von Spielkarten in Europa wird von einigen Forschern ein Verbot des Kartenspiels für die Stadt Bern von 1367 ins Feld geführt, wobei dieser Beleg zweifelhaft ist. Allgemein anerkannt ist erst ein Florentiner Verbot von 1377. Ebenfalls aus dem Jahr 1377 stammt der Traktat des Johannes von Rheinfelden, in dem er Spielkarten beschreibt und moralisch ausdeutet. Von diesem Jahr an treten auch mehrere Erwähnungen (meist Verbote) von Spielkarten auf.
Die rapide Ausbreitung des Kartenspiels, seine Verbindung mit Geldeinsätzen und eine damit einhergehende Zunahme von Spielschulden riefen alsbald städtische Obrigkeiten hervor, die oft mit einschränkenden Spielordnungen und auch Verboten reagierten (zumeist in relativ milder Form, gelegentlich auch heftiger; Würfeln z. B. wurde deutlich strenger verfolgt als Kartenspielen). Intensivere Verfolgungen verbinden sich mit den Namen besonders fanatischer Mönche, unter ihnen Bernhardin von Siena (1380–1444), Johannes Capistranus (1386–1456) und auch Girolamo Savonarola (1452–1498), die allgemein Spiele neben anderem verwerflichem Tand auf Scheiterhaufen verbrennen ließen. Für die deutsche Spielkartenproduktion erwies sich Capistranus als besonders problematisch, da er zwischen 1451 und 1456 in deutschsprachigen Ländern predigte und selbst den sehr zahlreichen Kartenmachern der Stadt Nürnberg für einige Jahre den Broterwerb unmöglich machte.

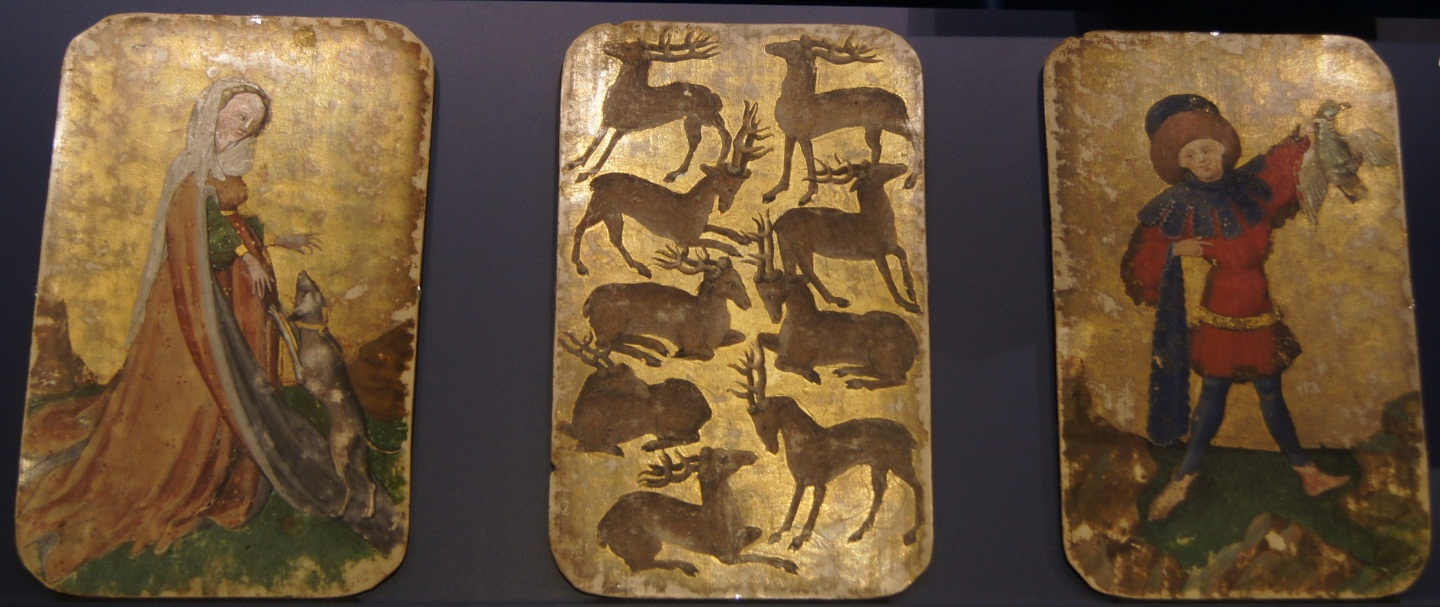
Drei Karten aus dem Stuttgarter Kartenspiel (um 1430, Landesmuseum Württemberg)

Die Unterdrückung des Spiels war von Ort zu Ort und auch von Zeit zu Zeit verschieden und nahm mit der Zeit ab. Soweit Dokumente bekannt sind, kann man folgern, dass es in Deutschland und auch Frankreich weniger Verbote gab als in Italien. Von den älteren Spielkarten sind vor allem handgemalte erhalten; diese waren ein dem Adel vorbehaltener Luxus, zudem waren diese Karten besonders kostbar und wurden daher eher aufbewahrt. Eines der ältesten europäischen Spiele ist das Stuttgarter Kartenspiel (datiert auf 1427–1431), es stammt vom Oberrhein und zeigt Jagdszenen der Hofgesellschaft. Es zeigt die vier Farben Ente, Falke, Hund und Hirsch. Die auf Goldgrund gemalten Blätter hatten ein Maß von 19 cm × 12 cm. Preiswertere Spiele hatten erst dann eine Chance, unsere Zeit zu erreichen, als man begann, Fehldrucke der Spielkartenbilder als preiswerte Verstärkung in Buchrücken einzubinden.
Eine schnellere Verbreitung gelang beim breiten Publikum, als Karten durch Holzschnitttechnik vervielfältigt werden konnten und in Serien damit auch preiswert in der Herstellung wurden. Die Produktion von Spielkarten ist wahrscheinlich der Beginn der Entwicklung des Holzschnittes. Das so genannte Hofämterspiel, das um 1450 entstand, ist das älteste gedruckte und nachträglich kolorierte Kartenspiel, das bis heute erhalten geblieben ist. Aufgrund seiner Symbolik geht man davon aus, dass es im höfischen Umfeld entstanden ist. Kartenmacher-Innungen sind aus dieser Zeit im deutschsprachigen Raum aus Nürnberg, Augsburg, Ulm und Straßburg bekannt. In Österreich war Wien ein früher Ausgangspunkt der Spielkartenproduktion.

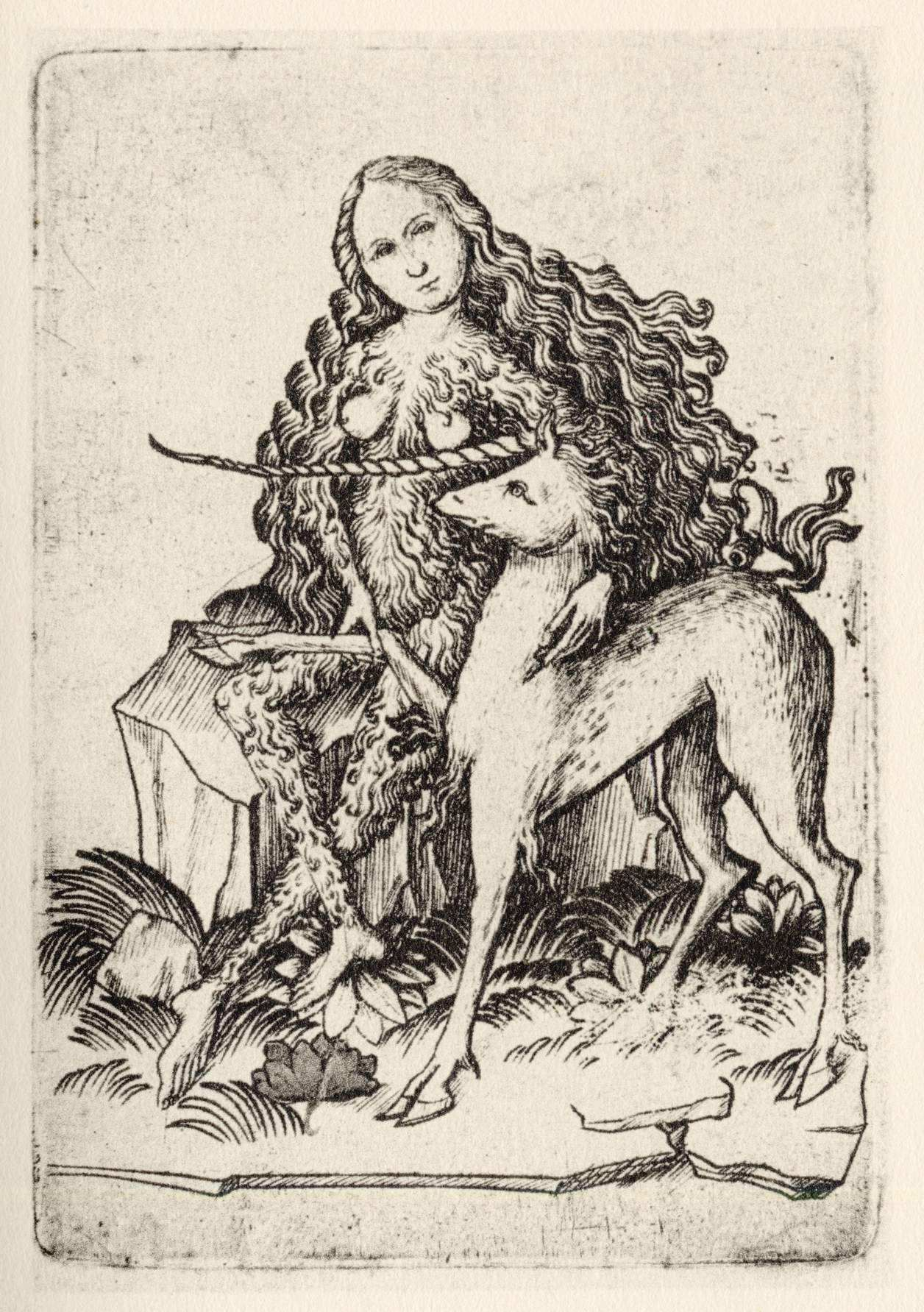
Wildweibchen aus dem Kleinen Kartenspiel des Meisters E. S. (Kupferstich, 1460–1467)

In Italien entwickelten sich sogenannte Trionfi-Karten, die sich in einigen Entwicklungsstufen zum französischen Tarot-, dem deutschen Tarock- und dem italienischen Tarocchi-Spiel weiterentwickelten (unter diesem neuen Namen erstmals 1505 dokumentarisch belegt). Der Beginn dieser Entwicklung lag vermutlich in der höfischen Kultur der Visconti-Familie in Mailand (siehe die Visconti-Sforza-Trionfikarten) und der Este in Ferrara (um 1440). Der Begriff der Trionfi führte später u. a. zum deutschen Begriff „trumpfen“, der immer noch im Kartenspiel geläufig ist. Das farbenprächtige Visconti-Sforza-Tarock, um 1450 entstanden, enthält im Vergleich zu den normalen Kartensätzen zusätzliche Karten mit Trumpffunktion im Spiel.
In der Frühzeit – soweit es aus den Dokumenten ersichtlich ist – wurden besonders in Deutschland die Produktionsverfahren vereinfacht, wodurch die Spielkarten zum Exportgut wurden. Nebenbei entwickelten sich dadurch Holzschnitt, Kupferstich und Buchdruck in Deutschland früher als in anderen Ländern. Daneben entwickelte das französische Lyon um 1500 eine zentrale Rolle in der Kartenspielproduktion und ließ Kartenspiele zu seinem Exportschlager werden – das Resultat war eine Dominanz des französischen Farbsystems, die immer noch vorherrscht. Spielkarten erhielten damals die noch heute gebräuchlichen Farben cœur („Herz“), pique („Lanze“), trèfle („Kleeblatt“) und carreau („Quadrat“).
Bis in das 15. Jahrhundert waren die Kartenblätter geprägt durch Bilder und Darstellungen des höfischen Lebens, des Lebens der Soldaten und des fahrenden Volkes. Seit dem 15. Jahrhundert setzen sich die heute üblichen Kartenwerte in Form von Zahlenwerten von eins bis zehn und der Bildwerte Bube (Unter), Dame (Ober) und König durch. Im 16. Jahrhundert entstanden regionale Farbzeichensysteme mit vier Farbzeichen in Europa, die die bis dahin üblichen Tiere, Blumen, Wappen, Helme und anderen Farben ablösten. Zu den wichtigsten Blättern wurden das nach und nach an Dominanz gewinnende französische Blatt mit Treff oder Kreuz, Pik, Herz und Karo, das deutsche Blatt mit Eichel, Laub, Herz und Schellen und das spanisch-italienische Blatt mit Stäben, Schwertern, Kelchen und Münzen.
Ab dem 16. Jahrhundert wurden Kartenspiele in den Spielsalons höherer gesellschaftlicher Kreise gepflegt. Viele bekannte Kartenspiele entstanden in Frankreich und breiteten sich ab dem 17. und 18. Jahrhundert nach Deutschland und in andere Regionen aus, darunter Bassette und dessen Weiterentwicklung Pharo sowie Piquet und L’Hombre. Ende des 18. Jahrhunderts kamen die modernen doppelköpfigen Spielkarten auf und ab dem 19. Jahrhundert wurden auch die Rückseiten der Spielkarten bedruckt, wobei sie bei frühen Karten marmoriert und später mit Punkt- und Strichmustern sowie schließlich mit der auch heute noch üblichen schottischen Karierung gestaltet wurden. Zu dieser Zeit wurden Spiele wie Skat, Whist und Bridge entwickelt, im frühen 20. Jahrhundert folgten Canasta und Rommé.
Fiskalisches Interesse gebar später die Spielkartensteuer. Reine Glücksspiele mit Spielkarten, etwa Poker und Blackjack, wurden schließlich staatlich verboten und nur noch unter staatlicher Aufsicht in Spielkasinos zugelassen. In Deutschland wurde ab dem 1. Januar 1900 durch das Bürgerliche Gesetzbuch geregelt, dass eine Spielschuld nicht einklagbar ist (§ 762 BGB), es sei denn, eine staatliche Genehmigung liegt zugrunde. Spielschulden wurden als Ehrenschulden betrachtet.

### Geschichte ab dem 20. Jahrhundert
Heute übliche Spielkarten dürften sich von dem 4 × 13-Blatt mit 52 Karten ableiten, das schon dem Johannes von Rheinfelden 1377 bekannt war, ein Blatt zu 10 Zahlkarten und 3 Hofkarten. Üblich war eine Hofkartenkonstruktion mit drei männlichen Figuren (einem König und zwei Marschällen), aber auch Damen waren Johannes schon bekannt. In diesem System hat jede Karte einen Zahlenwert und eine von vier Farben. Somit ergeben sich im vollständigen Blatt mit den Zahlenwerten 1 (= Ass) bis 10 zuzüglich der drei Hofkarten insgesamt 13 Karten pro Farbe, also insgesamt 52 Karten pro Spielsatz oder Blatt. Der Name Ass leitet sich vom lateinischen as ab, der kleinsten Währungseinheit im europäischen Mittelalter.
16 Spielkartenfabriken in Deutschland stellten 1931 insgesamt 10 Millionen Kartenspiele her. In der ersten Hälfte des 20. Jahrhunderts wurden Spielkarten in Deutschland hauptsächlich in Altenburg und Stralsund hergestellt. Nach dem Zweiten Weltkrieg erfolgte eine Verlagerung der Produktion nach Stuttgart und später ins benachbarte Leinfelden-Echterdingen. In Altenburg entstand unter Landesregie der VEB Altenburger Spielkartenfabrik mit der Marke „Coeur“. Die beiden Betriebe wurden 2002 durch den neuen belgischen Eigentümer Carta Mundi als ASS Altenburger wieder vereinigt. Die Firmen Dal Negro in Treviso (Italien) und Piatnik in Wien gehören heute neben ASS Altenburger zu den größten und bekanntesten europäischen Spielkartenherstellern.
Das Deutsche Spielkartenmuseum in Leinfelden-Echterdingen hat heute eine umfangreiche Sammlung historischer Spielkarten. Die Sammlung wurde von der ehemals dort ansässigen traditionellen Spielkartenfabrik erworben. Eine weitere umfangreiche Sammlung befindet sich im Schloss- und Spielkartenmuseum in Altenburg.

## Kartenblätter

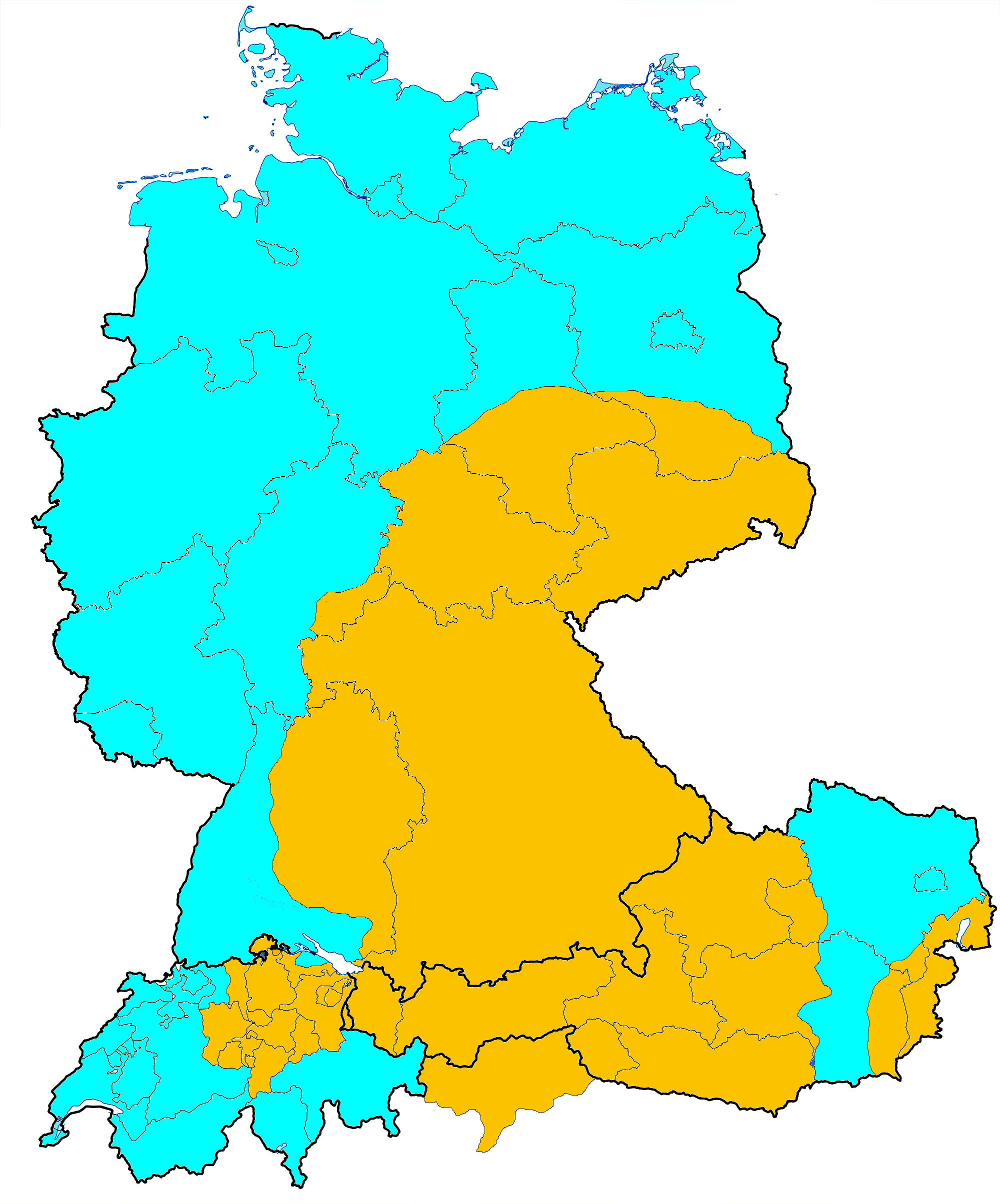
Gebrauch und Verbreitung von und Kartenblättern in Deutschland, der Schweiz, Liechtenstein, Österreich und Südtirol

Im deutschsprachigen Raum und international sind mehrere verschiedene Typen von Spielkarten in Gebrauch. So spielt man in Deutschland und Österreich das Fränkische, das Altenburger, das Bayerische und das französische Blatt, in Österreich kommt noch das Tarockblatt hinzu. In der Schweiz sind hingegen das französische und das als „deutsches Blatt“ bezeichnete Schweizer Blatt üblich. Dort gibt es eine Kulturgrenze, die mitten durch den Kanton Aargau verläuft: Östlich davon ist das deutsche Blatt üblich, westlich davon das französische.

### Französisches Blatt
Das französische Blatt hat die Farbwerte:
| Kreuz (Treff) | Pik   | Herz | Karo    |
| Trèfle        | Pique | Cœur | Carreau |
|               |       |      |         |

Das Kartensymbol der Farbe Kreuz ist ein Kleeblatt. Der französische Originalname dafür ist trèfle „Klee“. In Anlehnung daran wird die Farbe in Österreich als Treff bezeichnet, was schon 1776 im elsässischen Straßburg nachweisbar ist. Möglicherweise glaubte man, dass die Endsilbe -le im zuvor üblichen Treffle eine Verkleinerungsform sei. Wahrscheinlicher ist die bei schneller Sprechweise fast stumme Endsilbe aber einfach überhört worden. Die Farbe Pik wird im Rheinland umgangssprachlich Schippe, in den deutschsprachigen Regionen der Schweiz und in manchen Regionen Süddeutschlands hingegen Schaufel (Schuufle) genannt. Die Farbe Karo heißt hier Ecken (Egge).
Die Kartenwerte reichen von Eins (Ass, A) bis Zehn und setzen sich dann mit den Hofkarten Bube oder Page (B, V für französisch Valet ‚Diener, Knecht‘, J für englisch Jack), Dame (D, französisch Dame, Q für englisch Queen) und König (K, R für französisch Roi, englisch King) fort. Das ergibt insgesamt 52 Karten oder Blatt. Für manche Spiele (Rommé, Canasta) werden diese noch um einen bis drei Joker erweitert.

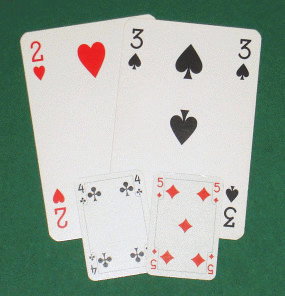
Kleinere Patience-Karten im Vergleich zu normalen Spielkarten

Spielkartenpakete (Blätter) gibt es im Handel in folgenden gängigen Zusammenstellungen:
- Rommé – Bridge – Canasta: 2 × 52 Blatt + 6 Joker = 110 Blatt. Um schnell ein einzelnes Blatt mit 55 Karten (52 Blatt + 3 Joker) separieren zu können, haben die Rückseiten der beiden enthaltenen Blätter à 55 Karten unterschiedliche Farben. Seltener sind Ausführungen, bei denen alle 110 Karten einheitliche Rückseiten aufweisen. Mit diesem Blatt können alle gängigen Kartenspiele, die keine speziellen für das Spiel entwickelten Karten verwenden, gespielt werden. Nach Bedarf werden nicht benötigte Karten aus dem Blatt entfernt. Eine gängige Größe ist 59 × 91 mm.
- Patience: entspricht Rommé – Bridge – Canasta mit unterschiedlichen Farben der beiden enthaltenen Blätter à 55 Karten. Die Karten sind deutlich kleiner als übliche Spielkarten mit französischem Blatt, um auch bei begrenztem Platzangebot Patiencen legen zu können. Eine milde Verkleinerung kommt auf 42 mm × 63 mm, deutlich kleiner sind Decks mit 29 × 39 mm.
- Poker, Whist oder Bridge: 52 Blatt. Gelegentlich liegen dem Blatt noch drei Joker bei, womit zwei dieser Blätter zu einem Rommé – Bridge – Canasta-Blatt kombiniert werden können.
- Baccara 6 × 52 Blatt. Die Karten tragen keine Index-Zeichen und haben einfarbige Rückseiten ohne Muster. Um in den Kartenschlitten zu passen, sind die speziellen Karten geringfügig kleiner, etwa 60 × 80 mm.
- Skat: 32 Blatt, Kartenwerte in der Reihenfolge von unten nach oben 7, 8, 9, Dame, König, 10, Ass, darüber die vier Buben Karo, Herz, Pik, Kreuz.
- Jass oder Durak: 36 Blatt, Kartenwerte 6…10, Bube, Dame, König, Ass.
- Doppelkopf: 2 × 24 Blatt = 48 Blatt, Kartenwerte 9, 10, Bube, Dame, König, Ass, wobei jede Karte doppelt vorhanden ist. Gelegentlich liegt dem Blatt noch ein Joker bei.
- Tarot: 78 Blatt, 56 Fehlfarben mit Kartenwerten 1…10, Bube, Reiter, Dame, König, dazu 21 Trümpfe I…XXI und eine Excuse. Das Tarotblatt ist das vollständige französische Kartenblatt und wird in kunstvoller gestalteten Varianten (z. B. mit italienischem Bild) zum Kartenlegen verwendet.

Höherwertige Blätter sind im originalverpackten Zustand in eine Klarsichtfolie eingeschweißt. Dieser Umstand wird von Kartenspielern häufig genutzt, um den Mitspielern anzuzeigen, dass die Partie mit einem neuen, nicht gezinkten Blatt gespielt wird. Das Deckblatt ist eine zusätzliche Karte, beim Rommé-Bridge-Canasta-Blatt je eine Karte pro Blatt à 55 Karten, auf der in der Regel halbseitig eine Hofkarte, beim Skatblatt meist der Kreuz-Bube, dargestellt ist und auf der anderen Halbseite Angaben zum Blatt (Hersteller, Art des Blatts und des verwendeten Bildes, Anzahl der enthaltenen Karten ohne Deckblatt) aufgedruckt sind. Hat das Deckblatt die gleiche Rückseite wie die übrigen Karten des Blatts, kann es im Spiel, meist unter Anwendung von Sonderregeln, mit verwendet werden. Beim Skatblatt enthält das Deckblatt alternativ auch eine Kurzform der Skatregeln.

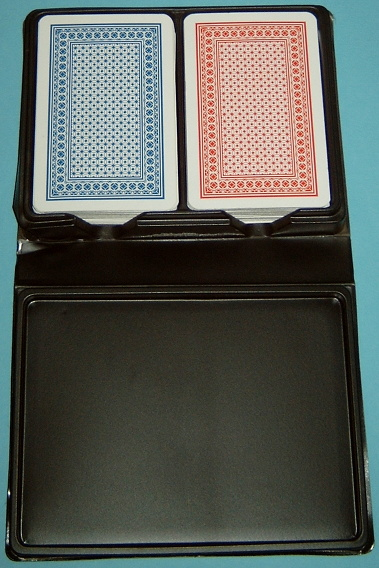
Verschiedenfarbige Rückseiten beim Rommé-Bridge-Canasta-Blatt
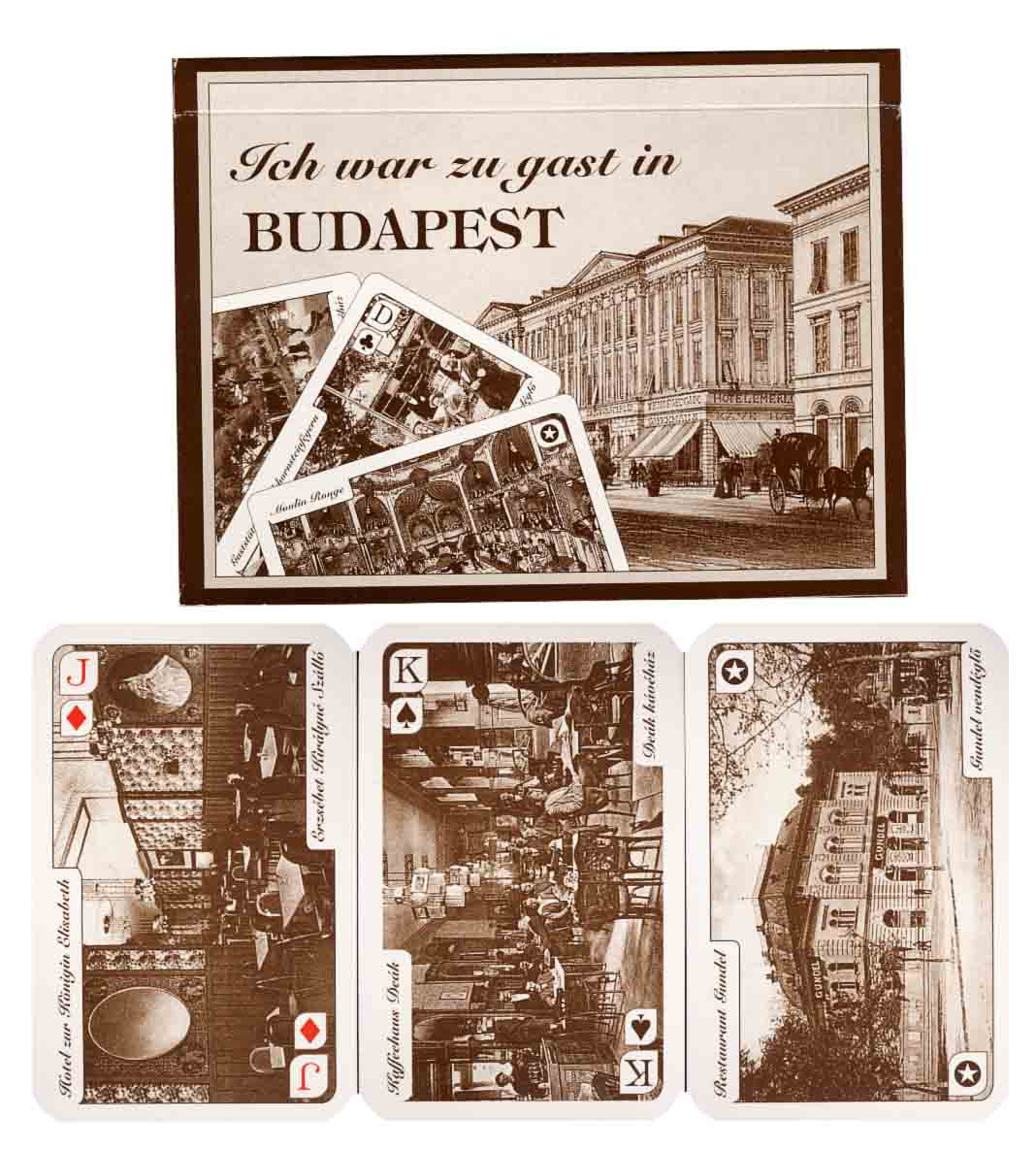
Ungarische Spielkarten mit dekorativen Motiven

In der Schweiz und in Nordamerika findet man auch eine – weniger gebräuchliche – Variante des französischen Blattes, bei welcher die vier Symbole (Farben) alle unterschiedlich gefärbt sind: Die Kreuz-Karten sind olivgrün (statt schwarz) und die Karo-Karten sind in hellblau oder orange (statt rot). Diese Spielkartenfarben sind auch beim Poker praktisch, da es verhindert, dass Karo und Herz bzw. Pik und Kreuz verwechselt werden, was vor allem bei einem vermeintlichen Flush sehr unangenehm werden kann. Diese sogenannten Four-colour decks (im Gegensatz zu Two-Color-Decks) haben sich beim Spielen mit realen Spielkarten nicht auf breiter Front durchgesetzt, sind aber beim Onlinepoker zumindest als Option sehr verbreitet, da eine schlechte Bildauflösung (zum Beispiel wegen Spielens an mehreren Tischen gleichzeitig) oder Übermüdung die exakte Unterscheidung der Spielkartenfarben anstrengend machen. Zudem ist es technisch problemlos möglich, dass einige Spieler an einem Tisch die Karten als beliebtes Two-Colour-Deck sehen und andere Spieler am gleichen Tisch dieselben Karten als praktisches Four-Colour-Deck sehen.

#### Entwicklung der Hofkarten im Französischen Bild
Die Hofkarten wurden von französischen Kartenmachern früh mit historischen oder mythologischen Personen assoziiert, indem deren Namen auf die Karten mitgedruckt wurden. Eine der frühesten bekannten Zuordnungen war:
- Kreuz-König: Alexander der Große
- Pik-König: David
- Herz-König: Karl der Große
- Karo-König: Julius Caesar
- Kreuz-Dame: Argine
- Pik-Dame: Pallas Athene (griechische Göttin der Weisheit)
- Herz-Dame: Judit (biblisches Ideal der Frömmigkeit)
- Karo-Dame: Rachel (biblische Figur als Ideal der Schönheit)
- Kreuz-Bube: Lancelot, der Ritter aus der Artussage
- Pik-Bube: Hogier (Holger Danske), ein Gegenspieler Karls des Großen, König in Dänemark
- Herz-Bube: La Hire (Étienne de Vignolles), ein Soldat an der Seite von Jeanne d’Arc
- Karo-Bube: Hektor von Troja oder Roland, ein Paladin Karls des Großen

Das Maß an Standardisierung dieser Zuordnungen war historisch variabel und die gewählten Persönlichkeiten änderten sich im Laufe der Zeit. Nach der Französischen Revolution bezogen sich Kartenmacher erst auf französische Intellektuelle und Personifikationen republikanischer Werte als Könige und Damen und später gar nicht mehr auf konkrete Personen.

#### Englisches Bild

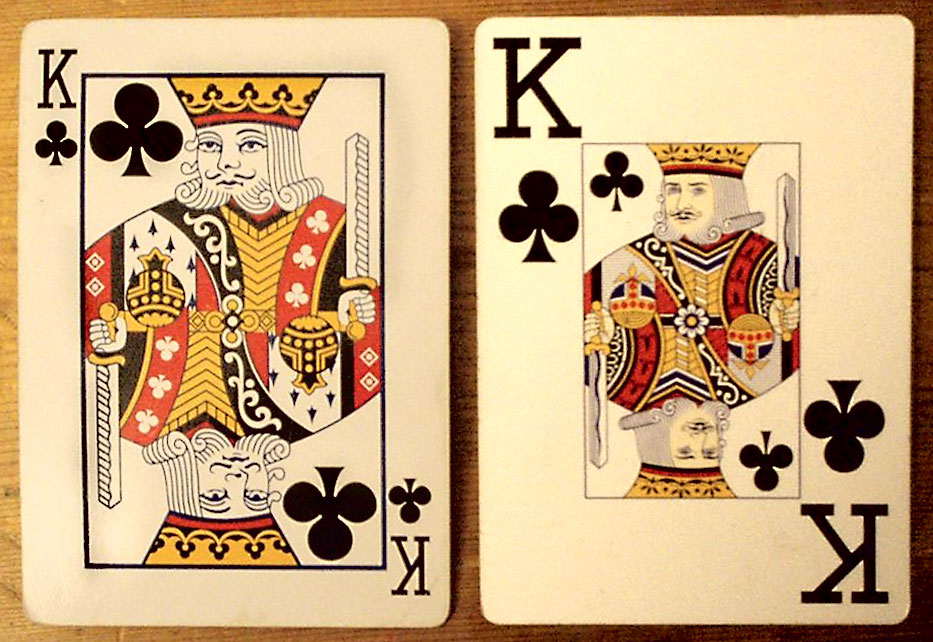
Normal- und Large-Index-Karten (v. l. n. r.)

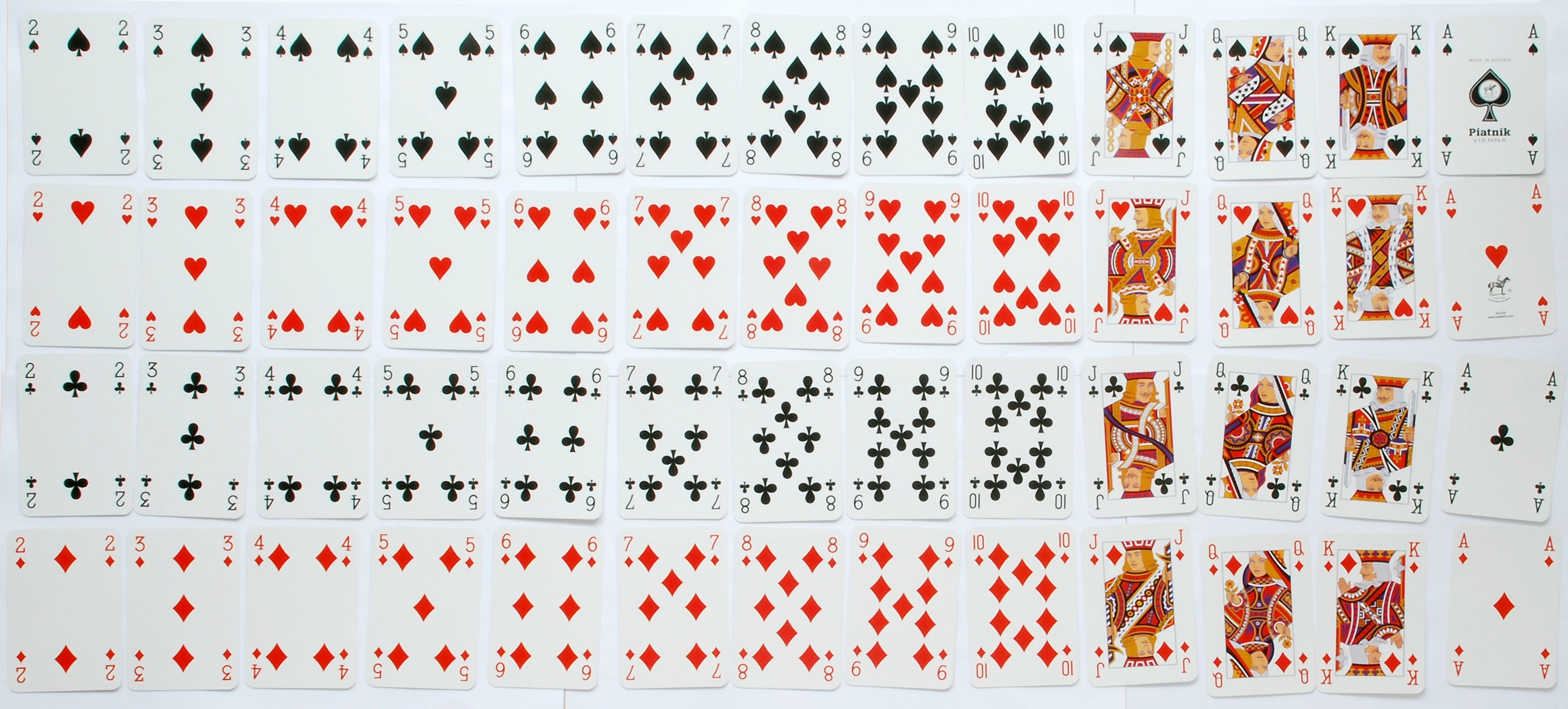
Anglo-amerikanisches Blatt

Das englische Bild ist der bevorzugte Name dieses Bilds bei der International Playing-Card Society, aber es wird auch das anglo-amerikanische Bild genannt. Es entspricht in Farben und Kartenwerten dem französischen Blatt, im Design unterscheiden sich die Bilder und das zumeist als Schmuckbild gestaltete Pik-Ass (engl. Ace of Spades) jedoch von diesem. Zudem tragen die Damen statt „D“ den Buchstaben „Q“ für Queen („Königin“) und die Buben statt „B“ den Buchstaben „J“ für Jack (englischer Allerweltsname zur Bezeichnung eines einfachen Mannes).
Die englische Spielkarten erhielten frühzeitig Index-Bezeichnungen (Angabe zu Farbzeichen und Wert in den Ecken), welche mittlerweile bis auf wenige Ausnahmen (Baccara, Écarté, Préférence und Schnapsen) bei allen Blättern mit französischen Farben üblich sind. Die Idee, Spielkarten mit Indizes zu versehen, wurde bereits am 4. März 1856 in Wien zum Patent angemeldet und vom Wiener Kartenfabrikanten C. Titze in seinen „Comfort-Karten“, die allerdings kein anglo-amerikanisches Bild zeigen, erstmals vermarktet.
Eine Sonderform des englischen Blattes sind Pokerkarten (zu den Unterschieden siehe den dortigen Abschnitt Unterschiede zum anglo-amerikanischen Blatt).

### Deutsches Blatt
|                  | Eichel Eckern Zapfen Kreuz Nüsse | Laub Grün Gras Pik Blatt Schippen Blau | Herz Rot | Schellen Karo Bollen Glocken |
| Bayerisches Bild |                                  | /                                      |          |                              |
| Altenburger Bild |                                  |                                        |          |                              |

Das Deutsche Blatt kennt die Farben Eichel, Laub, Herz und Schellen.
Die Namen für die verschiedenen Farben weisen teils deutliche regionale Unterschiede auf (alternative Namen siehe Grafik). Neben den Karten mit Zahlenwerten gibt es die vier Bildwerte Unter (auch Bauer), Ober (auch Dame), König und Daus oder Sau (möglicherweise aufgrund des Schweins auf dem Schell-Daus auf den Blättern des Salzburger oder einfachdeutschen Bildes und des Bayerischen Bildes). In den meisten heute gebräuchlichen Varianten reichen die Kartenwerte von 6 bis 10 sowie Unter, Ober, König und Ass. Um 1500 war auf allen vier Däusern des Ulm-Münchner-Bildes jeweils ein Schwein abgebildet. Der Daus wird häufig als Ass ausgeführt. Der Name Daus leitet sich von franz. deux oder lat. duo ab: Der Daus war ursprünglich die Zwei und nicht die Eins; im Salzburger oder Einfachdeutschen und im Schweizer Blatt hat sich das in der Darstellung noch erhalten. Im Schwäbischen wird der Daus auch oft als „Alte“ bezeichnet. Die Karten mit dem Wert 6 kommen nur in wenigen Spielen zum Einsatz. In manchen Spielen kommt dazu der Weli als Joker. Der Ober leitet sich vermutlich vom Ritter des Tarot-Blattes ab.
Das Deutsche Blatt zerfällt in viele regionale Ausführungen, die sich in unterschiedlichen Details der Farbsymbole und speziell in den Zeichnungen der Hofkarten und der Sau unterscheiden. Es gibt z. B. altdeutsches, schweizerdeutsches, bayerisches, fränkisches, sächsisches, Salzburger oder badisches Blatt. Das Württemberg-Blatt folgt der Thematik der deutschen Blätter, orientiert sich bei den Königen am französischen Blatt und weist ihnen die gleichen Attribute (Zepter, Apfel, Harfe) zu.

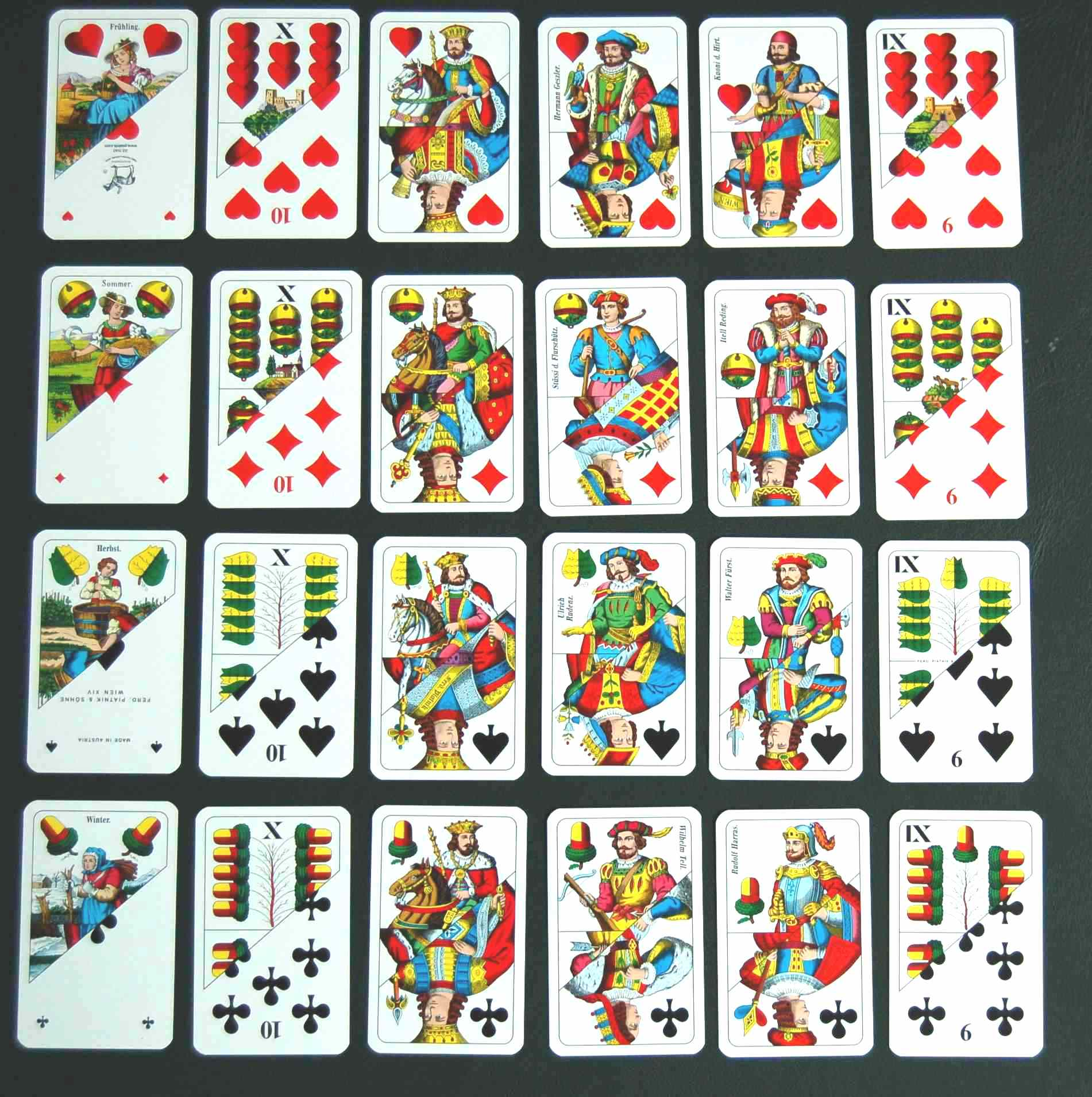
Deutsch-französische Schnapskarten

Viele populäre Kartenspiele verwenden ein weiter reduziertes Blatt, wobei die kleinen Zahlenkarten (im Jargon der Kartenspieler Luschen, Schwanzal oder Spatzen genannt) entfallen. Im Extremfall verbleiben damit beim kurzen Schafkopf nur noch die Kartenwerte 9, 10, Unter, Ober, König und Ass, beim sehr kurzen entfallen auch noch die Neuner, ähnlich wie beim Schnapsen, das Blatt reduziert sich damit auf 20 Karten. Auch die Reihenfolge in der Wertigkeit der Karten kann sehr verschieden sein. Andere Spiele verdoppeln ein evtl. reduziertes Blatt. So wird beispielsweise Doppelkopf mit zwei kurzen Schafkopfblättern, also 2 × 24 Blatt = 48 Blatt gespielt.
Die Farbzuordnung zwischen Deutschem und Französischem Blatt erfolgt in folgender Form:
| Deutsches Blatt     | Eichel | Laub | Herz | Schellen |
| Französisches Blatt | Kreuz  | Pik  | Herz | Karo     |

Verschiedene Karten haben auch eigene Namen, so heißt der Herz-König auch „Max“, möglicherweise als Anspielung auf den bayerischen König Maximilian. In Thüringen und Sachsen wird der Eichel-Unter (Kreuz-Bube) häufig als „Alter“ bezeichnet. Beim Doppelkopf ist es der Eichel-Ober.

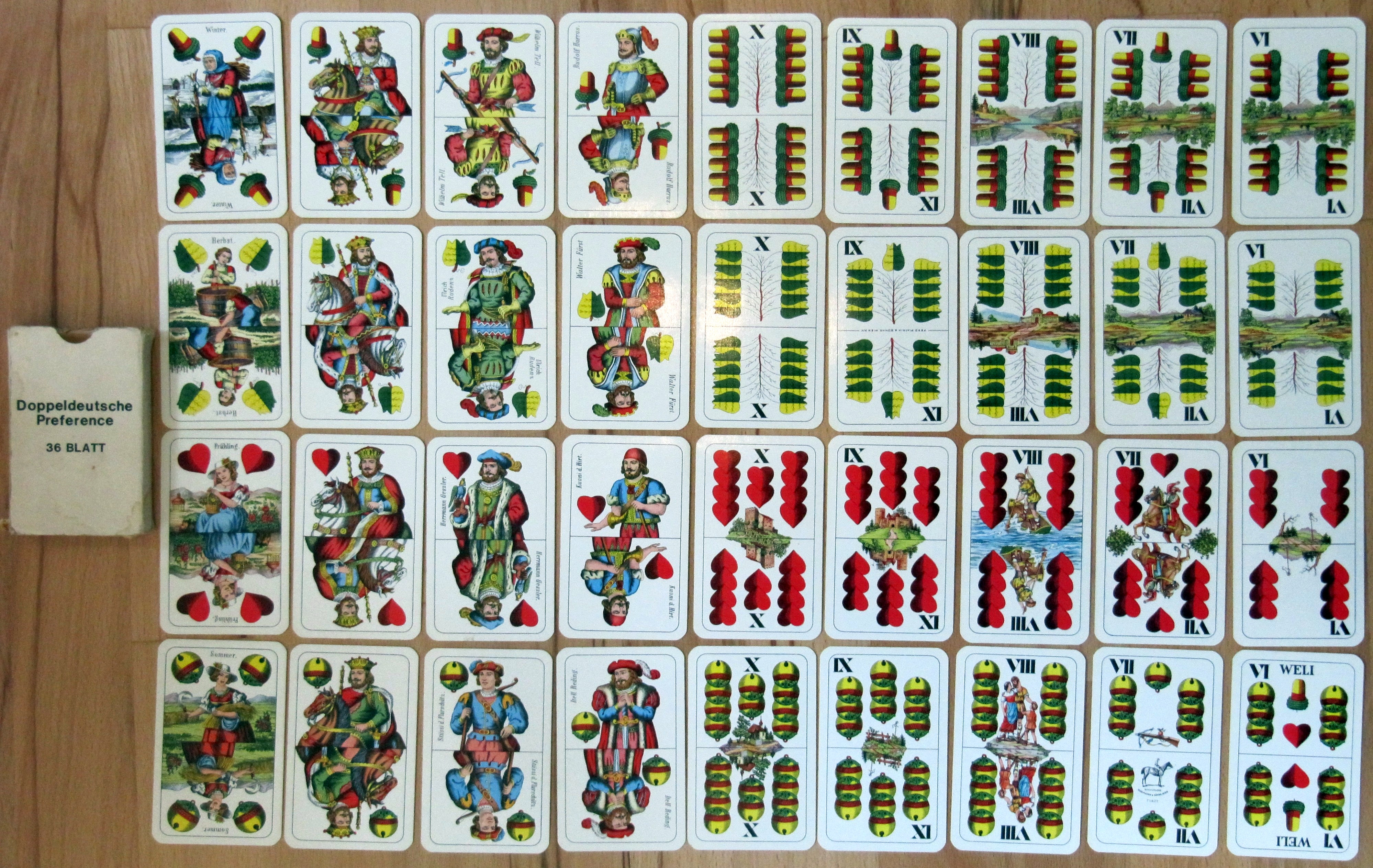
Ein doppeldeutsches Blatt mit 36 Karten (in Ungarn 32 Karten ab VII)

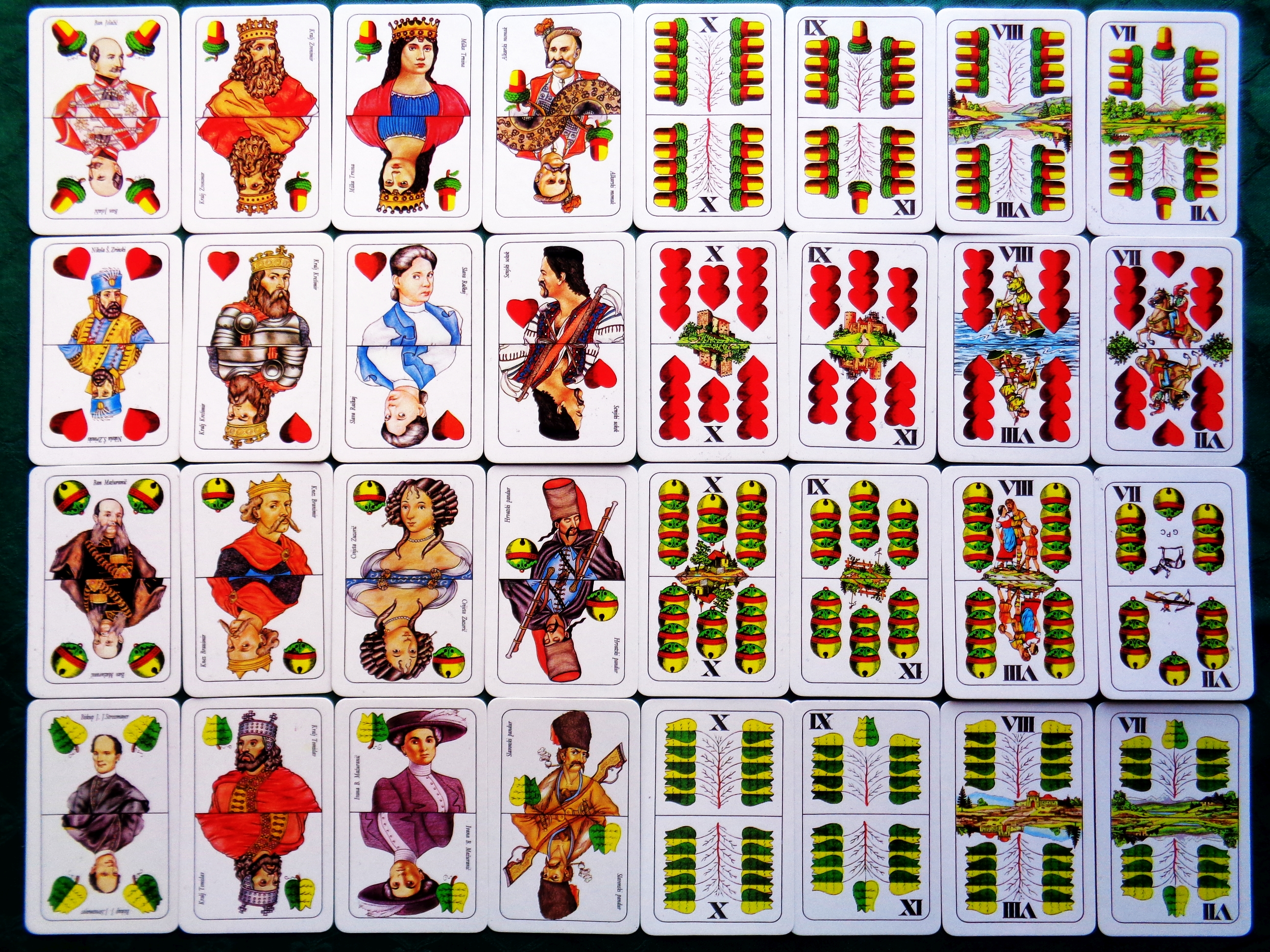
Ein doppeldeutsches Blatt, kroatisches Bild, mit 32 Karten

#### Ungarisches/Mitteleuropäisches/Doppeldeutsches Blatt
In Österreich, Ungarn, der Slowakei, Slowenien, Kroatien, Teilen Bosniens und Teilen Tschechiens ist ein Blatt in Verwendung, das dieselben Farben wie das Bayerische Blatt verwendet und mit Persönlichkeiten aus der Wilhelm-Tell-Sage bebildert ist (siehe Bild).
Die Tell-Karte entstand zur Zeit der ungarischen Aufstände gegen die Habsburger: Um die Zensur zu umgehen, die die Bebilderung mit Führern des Aufstandes verhindert hätte, griff man auf die Wilhelm-Tell-Sage zurück, die ja auch einen Aufstand gegen die Habsburger zum Gegenstand hat. Friedrich Schillers Schauspiel Wilhelm Tell war 1827 im siebenbürgischen Klausenburg (ungarisch Kolozsvár, rumänisch Cluj-Napoca) aufgeführt worden. In einer englischen Privatsammlung entdeckte man 1974 die ältesten dieser Karten, auf denen auch die Daten gefunden wurden: „Zu finden bei Joseph Schneider in Pesth.“ In Österreich ist dieses Blatt als doppeldeutsch bekannt – im Unterschied zum Salzburger oder einfachdeutschen Blatt. Interessanterweise ist trotz der Bebilderung mit Persönlichkeiten aus der Schweizer Geschichte dieses Blatt in der Schweiz nahezu unbekannt.
Unter, Ober und Daus jeder Farbe zeigen jeweils eine bestimmte Person (Unter, Ober) aus Friedrich Schillers Tell-Drama oder eine Jahreszeit (Daus). Diese sind:
- Herz
  - Unter: Werner Stauffacher oder Kuoni, der Hirte
  - Ober: Hermann Gessler
  - Daus: Frühling, eine Blumen pflückende junge Frau
- Schellen
  - Unter: Arnold von Melchtal oder Itel Reding
  - Ober: Stüssi, der Flurschütz
  - Daus: Sommer, eine Heu mähende junge Frau mit Sichel
- Grün
  - Unter: Walter Fürst
  - Ober: Ulrich von Rudenz
  - Daus: Herbst, zwei Jungen, die Weintrauben verarbeiten
- Eichel
  - Unter: Rudolf der Harras
  - Ober: Wilhelm Tell
  - Daus: Winter, eine alte Frau, die Feuerholz trägt

Da das Spiel Sechsundsechzig bzw. Schnapsen teilweise mit französischen, teilweise mit deutschen Karten gespielt wird, werden bei Turnieren deutsch-französische Karten verwendet, diese sind in der Mitte geteilt und zeigen in einer Hälfte das deutsche, in der anderen Hälfte das entsprechende französische Bild, also z. B. Schell-Ober und Karo-Dame.
Beim bayerischen Schafkopf haben die einzelnen Karten besondere Bezeichnungen, zum Beispiel der Alte für den Eichel-Ober, der Blaue für den Blatt-Ober, der Fuchs für den Herz-Ober, die Alte, die Blaue und die Bumpel für Eichel-, Laub- und Schell-Ass, letzteres auch Sau genannt. Weiters Grün, Gras oder Laub für Blatt.

#### Altenburger Blatt

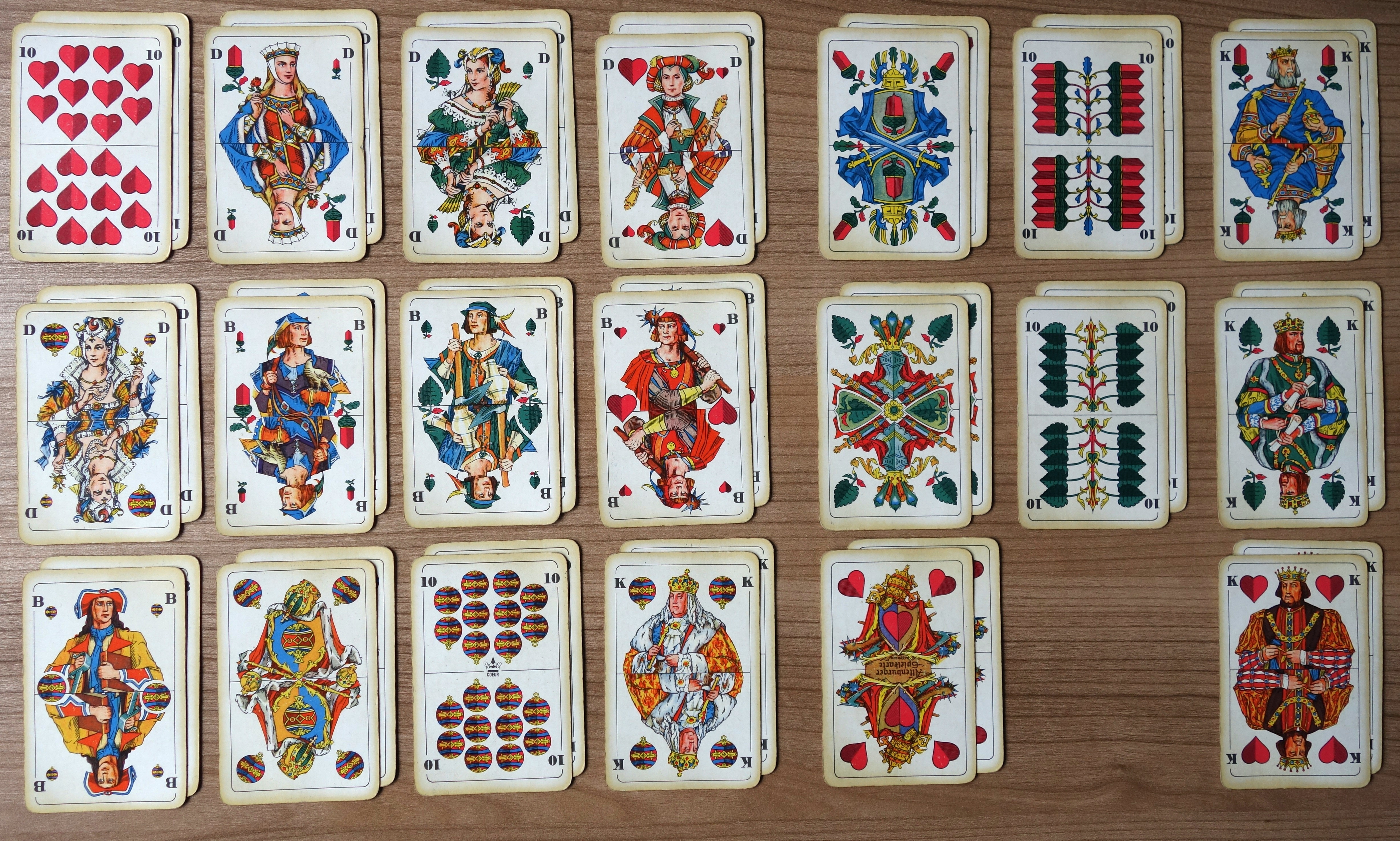
Altenburger Blatt Doppelkopf 206 (ohne Luschen und in der Variante mit Buben und Damen statt Unter und Ober)

Das von ASS Altenburger vertriebene Altenburger Blatt ist ein leicht verändertes Deutsches Blatt, welches aus dem sächsischen Bild entstand. Es besteht für den Einsatz beim Skat aus 32 Karten. Die Kartenwerte reichen von 7 bis 10 sowie Unter, Ober, König und Ass. Die Farbwerte sind mit dem Deutschen Blatt identisch, deren Gestaltung unterscheidet sich geringfügig (z. B. ist bei Eichel die Eichel rot gefärbt, etwas länger und kantiger, Grün bzw. Blatt sieht grün aus, Schellenzeichen ist verzierter – siehe Darstellung oben).
Das Altenburger Blatt wurde Anfang der 1960er Jahre von dem aus Rodewisch stammenden Grafiker Walter Krauß (1908–1985) für den Volkseigenen Betrieb Altenburger Spielkartenfabrik entworfen und als Neue Altenburger Spielkarte in der DDR vertrieben. Es ist heute traditionell in Mitteldeutschland verbreitet, wird also in etwa in den Ländergrenzen von Sachsen, Sachsen-Anhalt und Thüringen gespielt.
1964 produzierte die Altenburger Spielkartenfabrik eine Variante des deutschen Blattes mit Damen und Buben anstelle von Ober und Unter, als Mischform des deutschen und französischen Blattes. Ziel war ein einheitliches Blatt für die gesamte DDR. Die Variante setzte sich nicht durch und wurde wieder vom Markt genommen. 2017 und 2022 erschienen limitierte Neuauflagen.

#### Bayerisches Blatt

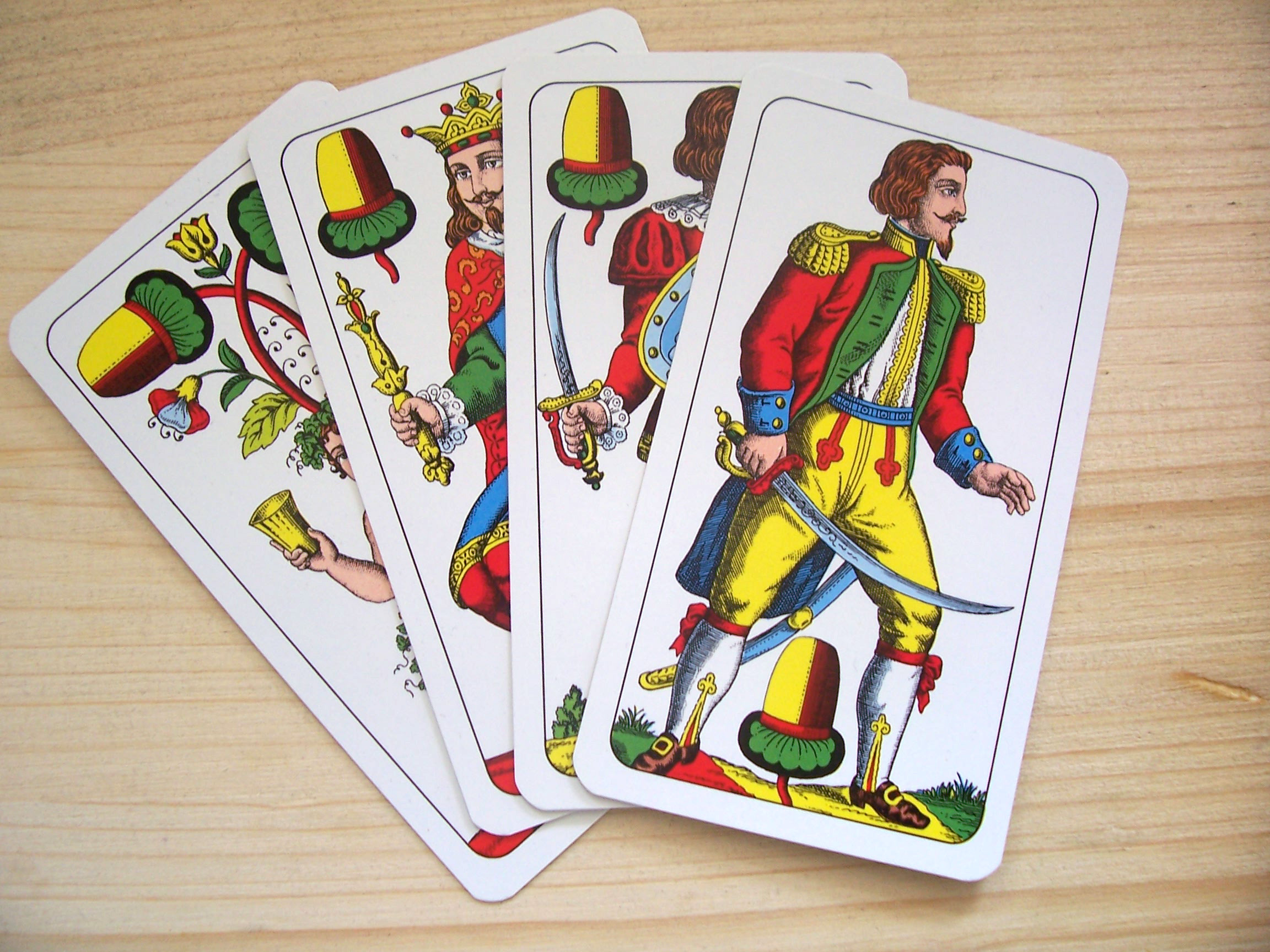
Einfachdeutsche (Salzburger) Jasskarten

Das Bayerische Bild entwickelt sich ab ca. 1650 in verschiedene Typen. In allen Varianten kämpfen die Ober und Unter, wobei sie vom Gras-Ober und -Unter mit Trommel bzw. Pfeife begleitet werden. Bayerische Karten haben in etwa ein Seitenverhältnis von 2:1. Im früher üblichen Einfach-Bild wurde das vor allem auf den Zahlenkarten für verschiedene bildliche Darstellungen genutzt. Die einzigen bildlichen Darstellungen finden sich nur auf den Dausen (Zwei, Säue oder fälschlicherweise Asse).
Heute noch gebräuchliche Varianten sind:
- Bayerisch-Schwäbisches Bild
- Bayerisches Doppelbild, Münchner Typ
- Bayerisches Doppelbild, Stralsunder Typ
- Einfachbilder der heute üblichen Doppelbilder
- Fränkisches Doppelbild
- Böhmisches Bild
- Salzburger Bild (auch einfachdeutsches Bild)

Heute nicht mehr gebräuchliche Varianten sind:
- Altbayerisches Bild (gemeinsamer Vorläufer) mit Varianten in Polen und Russland
- Isarkreis-Bild (Vorläufer des Salzburger Bilds)
- Nürnberger Adler (Wappen)-Karte
- Regensburger Bild (Vorläufer des Böhmischen Bildes)
- Tiroler Bild

##### Das Augsburger Bild
Urtyp des heutigen Bayerischen Blattes ist um 1500 neben dem Ulm-Münchner Bild das Augsburger Bild.
Die vier auf Thronen sitzenden Könige werden jeweils von zwei waffenschwingenden Knechten begleitet.
Ober und Unter der Farbe Gras sind Militärmusiker, der Ober ist ein dudelsackspielender Narr, der Unter spielt eine Fanfare oder Flöte.
Herz-Ober und -Unter kämpfen mit Stangenwaffen, Schellen-Ober und -Unter mit einem Schwert, Eichel-Ober und -Unter mit Streitkolben und Buckelschild.

##### Das Altbayerische Bild
Ab der Mitte des 17. Jahrhunderts, nach dem Dreißigjährigen Krieg, wandelt sich das Augsburger Bild zum sog. Altbayerischen Bild.
Eichel-Ober und -Unter kämpfen nun mit Degen und Parierdolch.
Gras-Ober und -Unter spielen nun mit Trommel und Pfeife; Trommler und Pfeifer werden ab jetzt zum Erkennungszeichen des Bayerischen Bilds.
Ober und Unter gleicher Farbe kämpfen, wie in einer Fechtschule, mit gleichen Waffen gegeneinander.
In dieser Zeit wird auch die Anzahl der Karten, wohl aus Papiermangel, von bisher 48 (die Eins – Ass – war bereits vorher verschwunden) auf 36 Blatt reduziert (Drei, Vier und Fünf verschwinden, Zwei – Daus – war damals schon höherwertiger als der König).
Ende des 17. Jahrhunderts, während der Türkenkriege, tauschen Gras- und Eichel-König ihre Kronen gegen Turbane.
Die Daus-Karten zeigen auf der Gras-Daus eine Pyramide aus Einhorn, Hirsch und Adler, auf der Eichel-Daus Bacchus, auf Schellen-Daus ein Wildschwein mit Jagdhund und auf Herz-Daus meist einen Cupido.
Um 1750 ist dieses Bild im ganzen bajuwarisch besiedeltem Gebiet verbreitet gewesen.
Kleinere Varianten dieses Bilds sind bis 1918 in Kongresspolen verbreitet.

##### Das moderne Bayerische Bild
Im neu entstandenen Königreich Bayern wandelt sich das Altbayerische Bild nach 1810 zum modernen Bayerischen Bild.
Auf der Gras-Daus erscheint nun eine Vase, der Eichel-König erhält wieder eine Krone – einziger „Orientale“ bleibt nun der Gras-König.
Der Herz-Ober tauscht seine Stangenwaffe gegen ein Schwert, auf das er sich stützt.
Eichel-Ober und -Unter erhalten jeweils nur noch eine Waffe, der Eichel-Ober zusätzlich einen ovalen Schild.
Dieser vom Münchner Kartenmacher Josef Fetscher geschaffene Typ ist in der Zeichnung des Frankfurter Kartenmachers C. L. Wüst, die um 1854 entstand, heute als Münchner Typ des Bayerischen Bild bekannt und fand durch die Spielkarten-Fabrik „F. X. Schmid“ weite Verbreitung.
Ab 1882 drucken die Vereinigten „Altenburger und Stralsunder Spielkarten-Fabriken“ ihre eigene Version des Bayerischen Bilds, die auf ein Kartenbild der Frankfurter Kartenfabrik „Lennhoff & Heuser“ zurückgeht.
Die Könige, Ober und Unter sind in Phantasie-Uniformen im Stil des Historismus gekleidet.
Wesentliche Unterscheidungsmerkmale dieses Stralsunder Typs des Bayerischen Bilds zum Münchner Typ sind:
- Der Gras-Ober trägt seine Trommel auf dem rechten Knie statt links.
- Der Eichel-Unter erhält ein Barett.
- Der Eichel-Ober hat einen spitzen Schild statt eines ovalen.
- Der Bacchus auf der Eichel-Daus hat einen Bierkrug statt eines Weinkrugs.
- Der Cupido hat Schmetterlingsflügel.

Im 20. Jahrhundert erhalten die Zahlen- und Figuren-Karten nach und nach Indexzeichen, zuletzt setzt sich auf den Dausen fälschlicherweise das „A“ statt richtigerweise „D“ durch.
Nach dem Zweiten Weltkrieg verschwindet schließlich das bisher dominierende Einfachbild und wird durch das bis heute verbreitete Doppelbild ersetzt.

#### Fränkisches Blatt
Das Fränkische Blatt besteht aus 36 Karten: Eichel, Grün, Herz und Schell jeweils als Ass, König, Ober, Unter, 10, 9, 8, 7 und 6. Es unterscheidet sich im Design vom bayerischen Blatt. Es entstand nach 1840 aus dem Münchner Typ des Bayerischen Bilds.
Die Schellen- und Herz-As sind relativ schlicht gestaltet, die Grün-As zeigt einen Adler und die Eichel-As einen Löwen.

### Französisches Blatt mit deutschen Farben
| Kreuz | Pik | Herz | Karo |
|       |     |      |      |

Das französische Blatt mit deutschen Farben ist das offizielle Turnierblatt der Internationalen Skatordnung für Skat. Es handelt sich dabei um ein Blatt, das die französische Symbolik verwendet, wobei die Farben der Symbole nicht Schwarz und Rot, sondern Schwarz, Grün, Rot und Gelb (Vierfarbenblatt) sind.
Diese Variante ist nach der Wiedervereinigung Deutschlands entstanden, da in Westdeutschland und im Norden Ostdeutschlands das französische Blatt gebräuchlich war, im Süden Ostdeutschlands das Altenburger Blatt. Um beide Spielerverbände zu vereinen, einigte man sich 1990 auf dem 25. Skatkongress auf diesen Kompromiss.

### Schweizer Blatt
| Eicheln | Schilten | Rosen | Schellen |
|         |          |       |          |

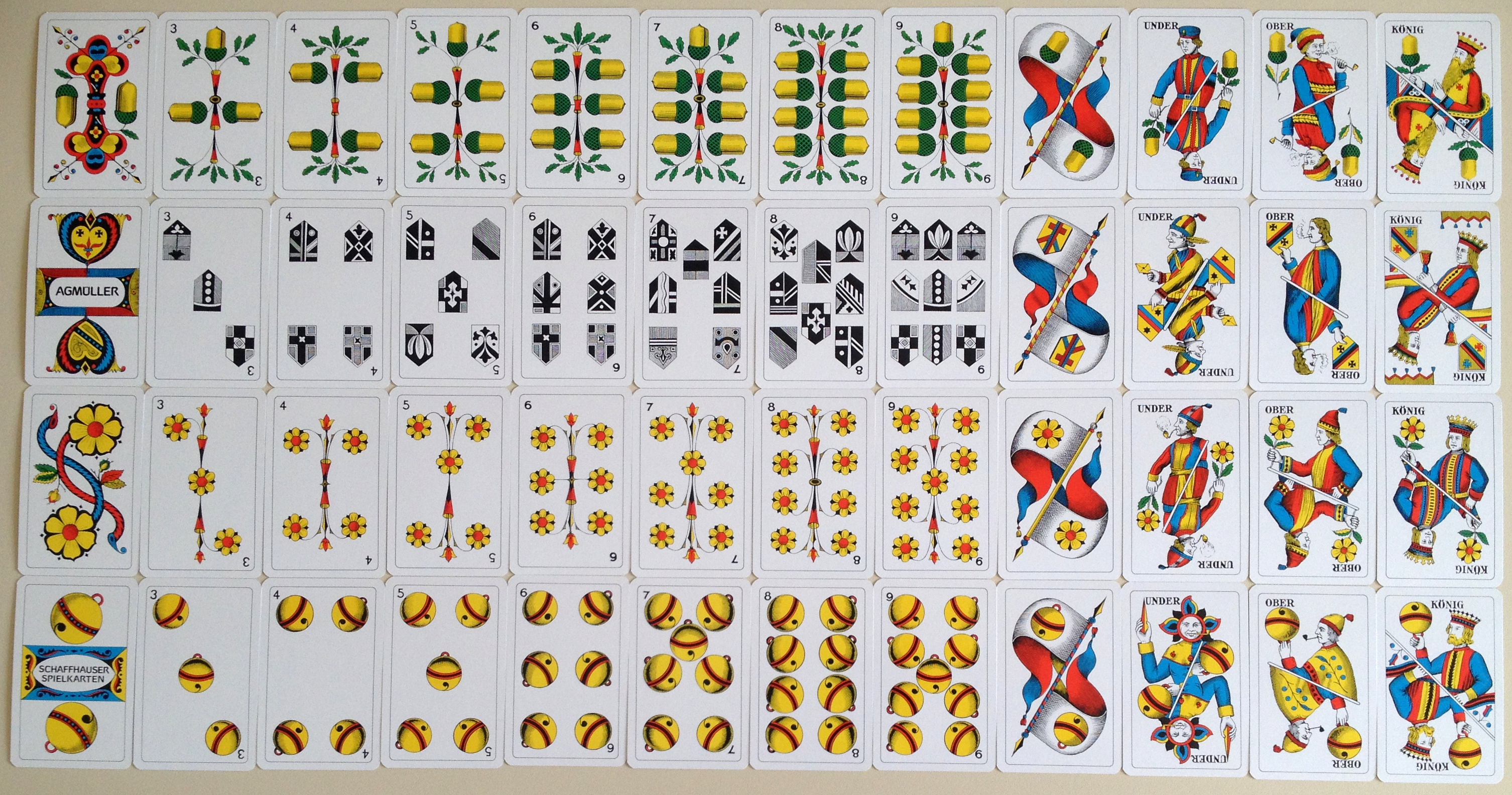
Erweitertes Deutschschweizer Blatt für das Kaiserspiel

Das Schweizer Nationalspiel Jass bedient sich östlich der Brünig-Napf-Reuss-Linie einer Variante der deutschen Karten mit 36 Karten, der sogenannten Deutschschweizer Karten. Sie bestehen aus den Farben Eicheln, Schilten, Rosen und Schellen. Die Werte sind Sechser bis Neuner, Banner, Under, Ober, König und Ass (auch Sau oder Daus). Die Schilten entsprechen der Farbe Grün, die Rosen den Herzen; die vier Banner den Zehnern.
Westlich der Brünig-Napf-Reuss-Linie, aber auch im Thurgau und in Graubünden wird der Jass mit französischen Karten gespielt (36 Karten pro Spiel: Je 6 bis 10, Bube (als Trumpf-Farbe: Bauer), Dame, König, Ass); Karo wird „Ecken“ genannt, Pik „Schaufeln“. In den Jass-Sendungen des Schweizer Fernsehens werden französische Karten in vier (statt zwei) Farben eingesetzt: Kreuz in grüner (statt schwarzer) und Ecken (Karo) in blauer (statt roter), Herz wie üblich in roter und Schaufeln (Pik) in schwarzer. Diese Karten werden auch in Kaufhäusern angeboten und sollen es für Anfänger einfacher machen, die Farben auseinanderzuhalten.
Die Farbzuordnung zwischen dem Schweizer und dem Französischen Blatt ist in folgender Form üblich:
| Schweizer Blatt     | Eicheln | Schilten  | Rosen | Schellen |
| Französisches Blatt | Kreuz   | Schaufeln | Herz  | Ecken    |

### Tarockblatt
Das heute gebräuchliche Tarockblatt kennt dieselben Farben wie das Französische Blatt: Herz, Karo, Pik und Kreuz. Als Kartenwerte werden verwendet: 7 bis 10, Bube/Page, Ritter/Reiter, Dame, König. In manchen Varianten werden bei den roten Farben Herz und Karo als Zahlenkarten auch die Werte 4, 3, 2 und 1 verwendet. Dazu kommen die „Tarock“, das sind Bildkarten mit fortlaufender Nummerierung von I(Pagat) bis XXI (Mond, fälschlich für fr. le monde, die Welt) und der Sküs(s). Insgesamt ergibt das ein Blatt von 54 Karten. Bei den meisten Spielvarianten des Spieles Tarock haben diese Karten die Funktion der Trumpffarbe; der Sküs(s) übersticht auch alle anderen Tarock.
Auch beim Tarockblatt gibt es viele regionale Ausführungen, die sich in der Gestaltung der Hofkarten und den Abbildungen auf den Tarockkarten unterscheiden.

### Lateinisches Blatt
Das Lateinische Blatt, das schließt das italienische, spanische und portugiesische Blatt ein, hat die Farben:
| italienisch spanisch deutsch kroatisch englisch | Spade Espadas Schwerter Špade Swords | Coppe Copas Kelche Kupe Cups | Denari Oros Münzen Dinari Coins | Bastoni Bastos Stäbe Baštoni Batons |
| ----------------------------------------------- | ------------------------------------ | ---------------------------- | ------------------------------- | ----------------------------------- |
| Farbe „sarde“ Sardinien                         |                                      |                              |                                 |                                     |
| Farbe „siciliane“ Sizilien                      |                                      |                              |                                 |                                     |
| Farbe „napoletane“ Neapel                       |                                      |                              |                                 |                                     |
| Farbe „romagnole“ Romagna                       |                                      |                              |                                 |                                     |
| Farbe „piacentine“ Piacenza                     |                                      |                              |                                 |                                     |
| Farbe „bolognesi“ Bologna                       |                                      |                              |                                 |                                     |
| Farbe „trevisane“ Treviso                       |                                      |                              |                                 |                                     |
| Farbe „triestine“ Triest                        |                                      |                              |                                 |                                     |
| Farbe „trentine“ Trient                         |                                      |                              |                                 |                                     |
| Farbe „bresciane“ Brescia                       |                                      |                              |                                 |                                     |
| Farbe „bergamasche“ Bergamo                     |                                      |                              |                                 |                                     |

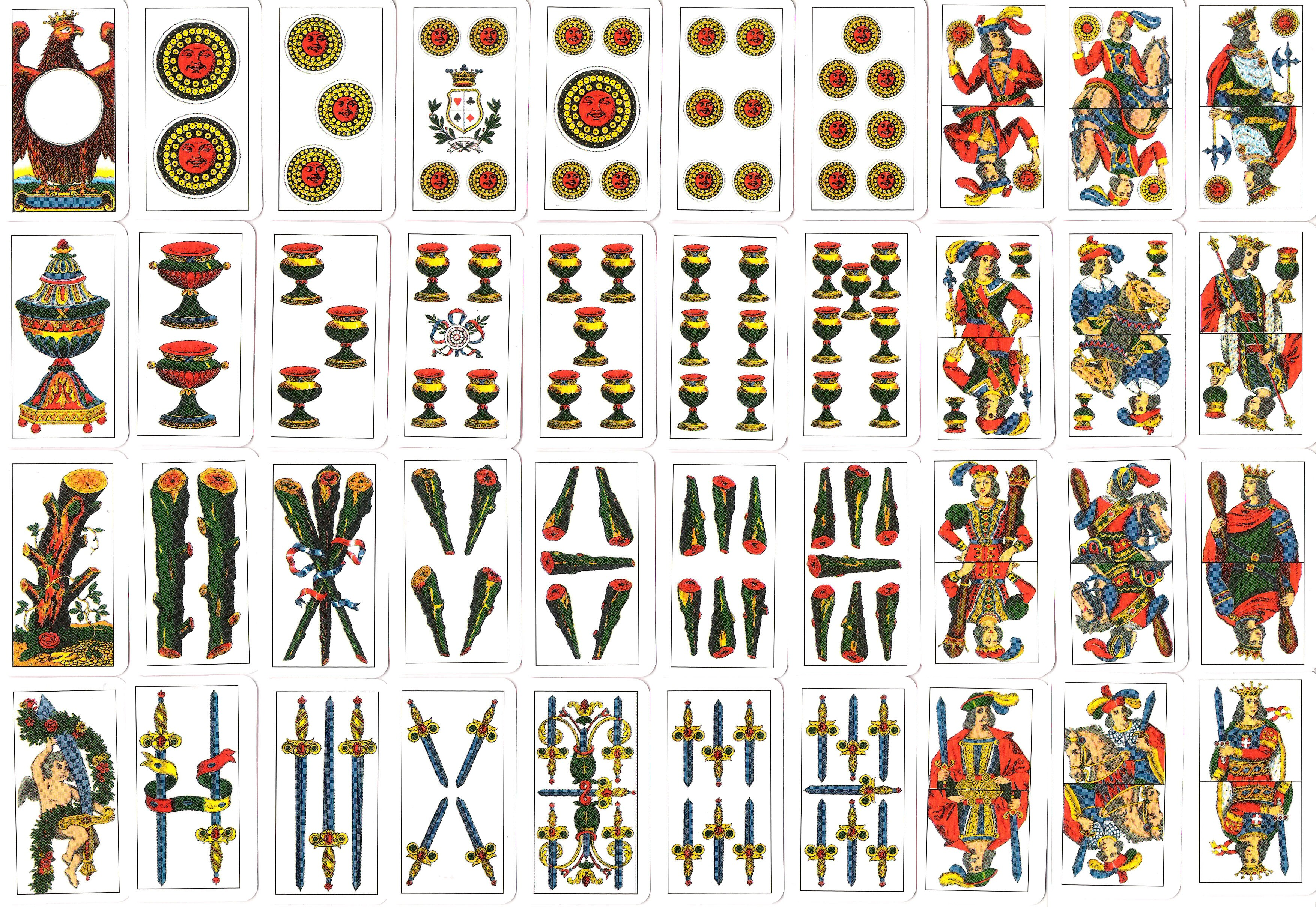
Piacentine

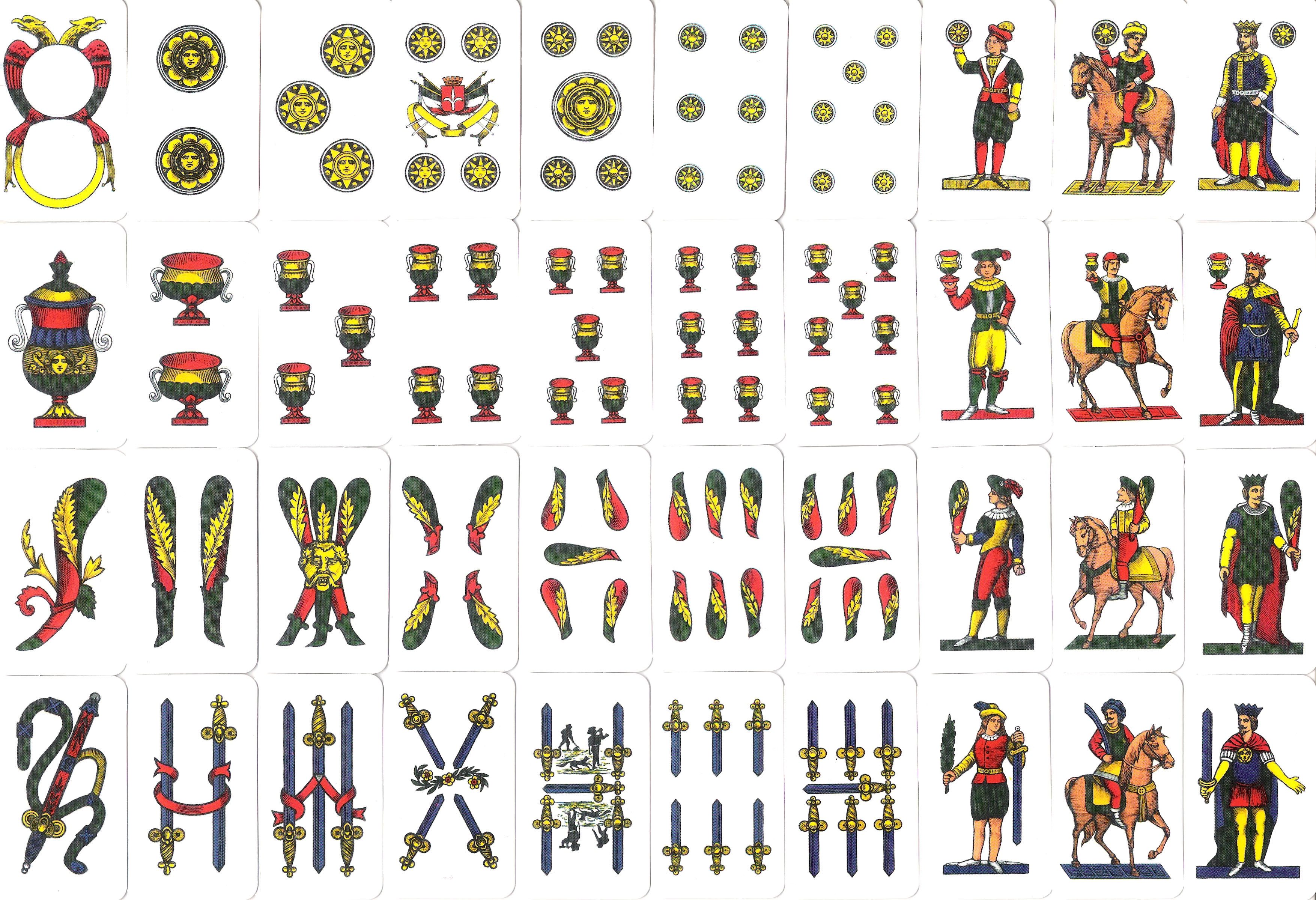
Napoletane

Die Untergruppen unterscheiden sich folgendermaßen: Bei der italienischen Variante sind die Stäbe als Zepter dargestellt und die Zahlenkarten zeigen krumme Schwerter. Bei der spanischen Variante sind die Stäbe als Keulen dargestellt und die Zahlenkarten zeigen gerade Schwerter.
Die Kartenwerte reichen von Asso/Ass (Eins) bis Sieben bzw. bis Neun und setzen sich dann mit den Bildkarten Fante/Sota (Bube, Soldat), Cavallo/Caballo (Reiter) und Re/Rey (König) fort. Obwohl die Bildkarten mit der Zahl Zehn beginnen, werden die Karten Acht bis Neun kaum verwendet, sodass es Pakete zu 40 statt 48 Blatt gibt.
Eine Variante der italienisch-spanischen Karte ist die Trappolierkarte (nach dem Kartenspiel Trappola), diese war insbesondere in Schlesien verbreitet, sodass sie auch Schlesische Spielkarten genannt werden. Der König wird nach dem Italienischen Re dabei „das Reh“ genannt; die Zahlkarten sind Ass, Zwei, Sieben, Acht, Neun und Zehn, also insgesamt 36 Blatt.
Die Zuordnung der italienisch-spanischen zu den französischen Farben ist folgende:
- Spade, Espadas – Pik
- Coppe, Copas – Herz
- Denari, Oros, Ouro (portugiesisch) – Karo
- Bastoni, Bastos, Palo, Paus (portugiesisch) – Kreuz oder Treff

Die Farben des italienisch-spanischen Blattes finden sich auch auf den zum Wahrsagen verwendeten Tarotkarten (Die französischen Tarot- bzw. österreichisch-deutschen Tarockspielkarten nutzen die Farben des französischen Blatts).

### Andere Spielkarten
Zu den oben beschriebenen traditionellen europäischen Karten gibt es auch Gestaltungsvarianten, in denen die Bilder, manchmal auch die Farben individuell künstlerisch gestaltet sind oder Motive und Personen z. B. aus Popkultur oder Sport zeigen. In diesem Zusammenhang fließen manchmal auch Aspekte von Gendergerechtigkeit, Diskriminierungsfreiheit und Vielfalt in die Gestaltung ein: Was in der gängigen Darstellung ein König ist, ist horizontal geteilt und zeigt auf der einen Seite einen König und auf der anderen eine Königin. Diverse Figuren entsprechen keinem der gängigen Schönheitsideale, haben verschiedene Hautfarben, tragen Kopftuch oder sind nicht-binär.
Daneben gibt es zahlreiche Kartenspiele mit eigenem Blatt, beispielsweise Schwarzer Peter, Elfer raus oder Bohnanza. Auch Mischformen mit Anklängen an das traditionelle Blatt wie beispielsweise das MAD-Kartenspiel kommen vor.
Außerdem gibt es auch noch sogenannte Divinations-, Orakel- oder Wahrsagekarten, die zum Zwecke der Vorhersage der Zukunft eingesetzt werden.
Außerhalb Europas sind andere traditionelle Blätter bekannt, etwa indische oder ostasiatische Spielkarten.

## Spielkartensteuer

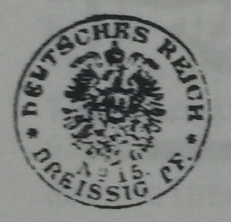
Stempelmarke Spielkartensteuer deutsches Reich 1879 bis 1889, 30 Pfennig

In verschiedenen Ländern wurden Spielkarten schon bald nach der Einführung steuerpflichtig und wurden daher von dem Landesherrn, der die Steuer einzog, bzw. seinen Beauftragten gestempelt. In Frankreich beispielsweise wurde diese Steuer seit 1583 erhoben. Der Spielkartenhersteller druckte auf einer festgelegten Karte auf die Vorderseite einen kleinen weißen Kreis, auf der dann der Steuerbeamte seinen Stempel setzte. Danach durften die Karten verkauft werden. Die Steuer war ein wesentlicher Anteil des Verkaufspreises. In Deutschland war die Erhebung von Spielkartensteuern bis 1879 Sache der Bundesstaaten. Zum 1. Januar 1879 traten reichsweit einheitliche Steuersätze in Kraft. Für Kartenspiele bis 36 Blatt wurde eine Steuer von 30 Pfennig, für Spiele mit mehr Karten von 60 Pfennig erhoben. Zum 1. November 1919 wurden die Steuersätze deutlich erhöht. Sie betrugen jetzt für Blätter bis 24 Karten eine Mark, für Blätter bis 48 Karten zwei Mark und für größere Blätter drei Mark. Die Deutsche Inflation 1914 bis 1923 führte auch zu einem Anstieg der Spielkartensteuer. In der Spitze betrug der Steuersatz 26 Millionen Mark pro Blatt. Entsprechend wurden die Stempel nun ohne Angabe des Wertes angebracht. Nach der Inflationszeit kehrte man zum Steuersatz von 30 Pfennig zurück. Zum 1. August 1939 wurde diese Bagatellsteuer abgeschafft.

## Andere Verwendung

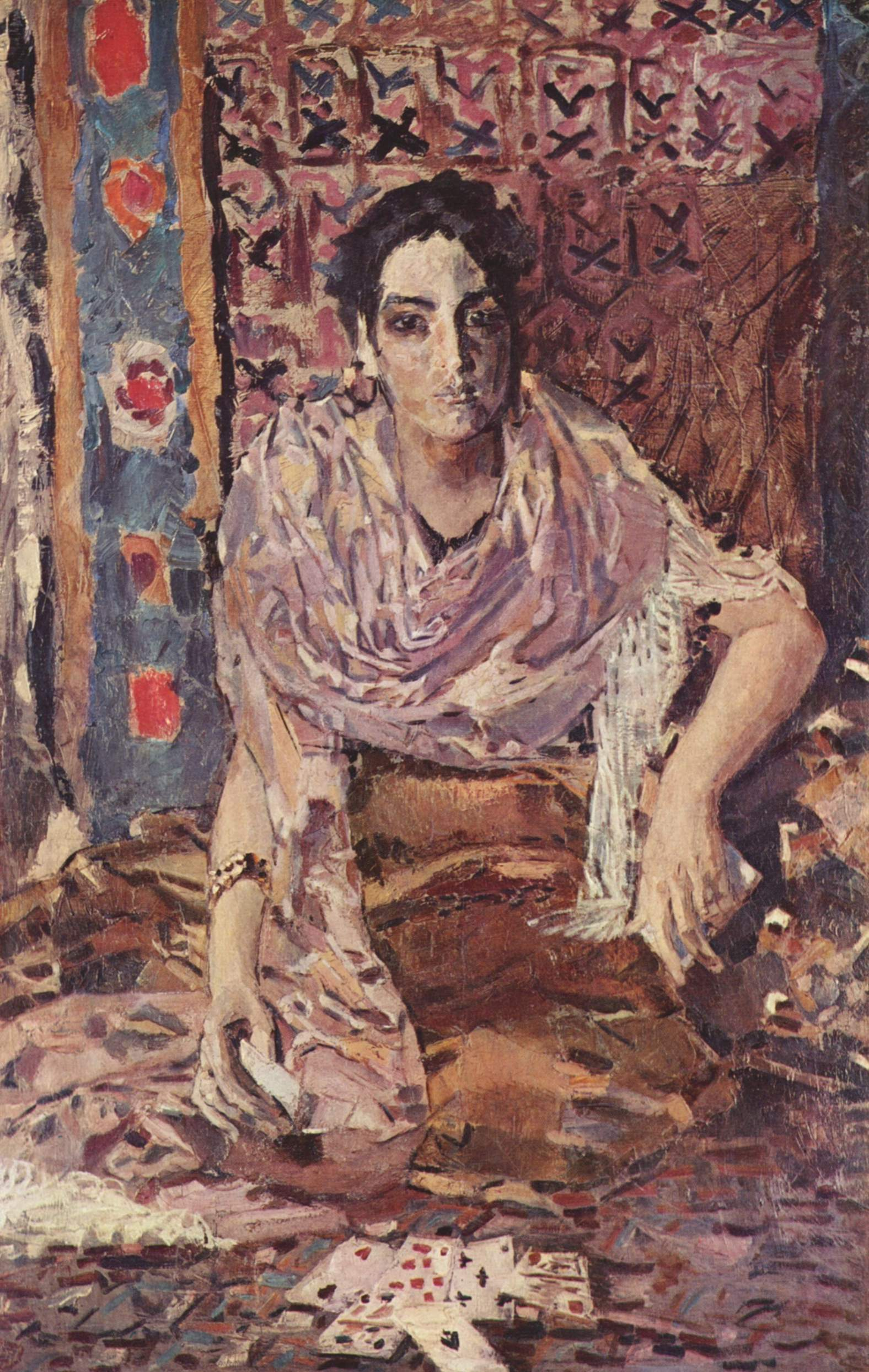
Die Wahrsagerin, Gemälde von Michail Alexandrowitsch Wrubel (1895), Tretjakow-Galerie, Moskau

Neben der Nutzung im Kartenspiel wurden und werden Spielkarten auch für andere Zwecke eingesetzt. Bekannt ist dabei vor allem der Einsatz von Spielkarten beim Wahrsagen in Form von Wahrsagekarten, wobei hier sowohl Tarotkarten wie auch Karten anderer Blätter, häufig das französische Skatblatt, genutzt werden. Auch in der Zauberkunst werden gerne Karten eingesetzt, wobei die Zauberei mit Spielkarten als Kartenkunst bezeichnet wird. Zum Einsatz kommen hier sowohl unpräparierte Kartenblätter (Impromptu) wie auch Kartenblätter, die speziell für die Kartentricks präpariert wurden. Eine weitere beliebte Beschäftigung liegt im Bau von Kartenhäusern, bei dem mit Hilfe von Spielkarten Gebäude und andere Konstrukte aufgebaut werden.
Traditionell wurden Spielkarten (aus Kostengründen bzw. zur Umgehung der Spielkartensteuer meist Fehldrucke oder unvollständige Sätze), leicht bogenförmig zurechtgeschnitten, in der Apotheke bei Rezepturen verwendet, um Salben oder Pulver von Pistill und Reibschale abzuschaben. Dies erfordert zügiges Arbeiten, da die Karten schnell aufweichen. Als Ersatz werden daher heute bereits passend zurechtgeschnitten gelieferte, unbedruckte Kunststoffkarten verwendet, die immer noch Kartenblatt genannt werden, jedoch anders als „echte“ Kartenblätter nicht aufweichen und daher auch wiederverwendbar sind.

### Spielkartengeld
Eine Nutzung von Spielkarten als Geldersatz ist aus Neufrankreich im heutigen Gebiet von Kanada bekannt. 1685 kam es zu Verzögerungen der Soldzahlungen aus Paris. Um dem zu begegnen, ließ der damalige provisorische Gouverneur Jacques de Meulles alle Spielkarten einziehen, vierteilen und mit dem Siegel des Gouverneurs bedrucken. Das so entstandene Spielkartengeld war mehr als 70 Jahre im Umlauf und ist heute bei Sammlern als Rarität beliebt.

### Spielkarten in Oper und Film
Das Kartenspiel wird als dramatisches oder gestalterisches Element auch in Szenen der Oper oder des Films verwendet. An zentraler Stelle befragt die Protagonistin von Georges Bizets Oper Carmen (1875) gemeinsam mit zwei weiteren Zigeunerinnen die Karten. Die Oper Pique Dame (1890) von Peter Tschaikowski handelt von einem dem Pharo verfallenen Helden. In Igor Strawinskis Ballett Jeu de cartes (1936) stehen Pokerkarten im Mittelpunkt des Bühnengeschehens. In Nikolai Gogols Komödie Die Spieler spielt ein gezinktes Kartenspiel eine zentrale Rolle; das Stück wurde von Dmitri Schostakowitsch als Vorlage für ein Opernfragment Die Spieler (Op. 63) benutzt.

### Weitere Populärkultur
Ein 1948 von dem Country-Sänger T. Texas Tyler mehr gesprochener als gesungener Text eines Liedes (The Deck of Cards) beschäftigt sich mit der Symbolik der Spielkarten im religiösen Sinne. Eine deutsche Version erschien 1974 unter dem Titel Das Kartenspiel mit Bruce Low.
Im Jahr 1980 widmete die Band The Alan Parsons Project mit The Turn of a Friendly Card ein ganzes Album den Spielkarten, wobei insbesondere die Problematik des Glücksspiels thematisiert wird.